# Compagnie des mines de la Lys-Supérieure

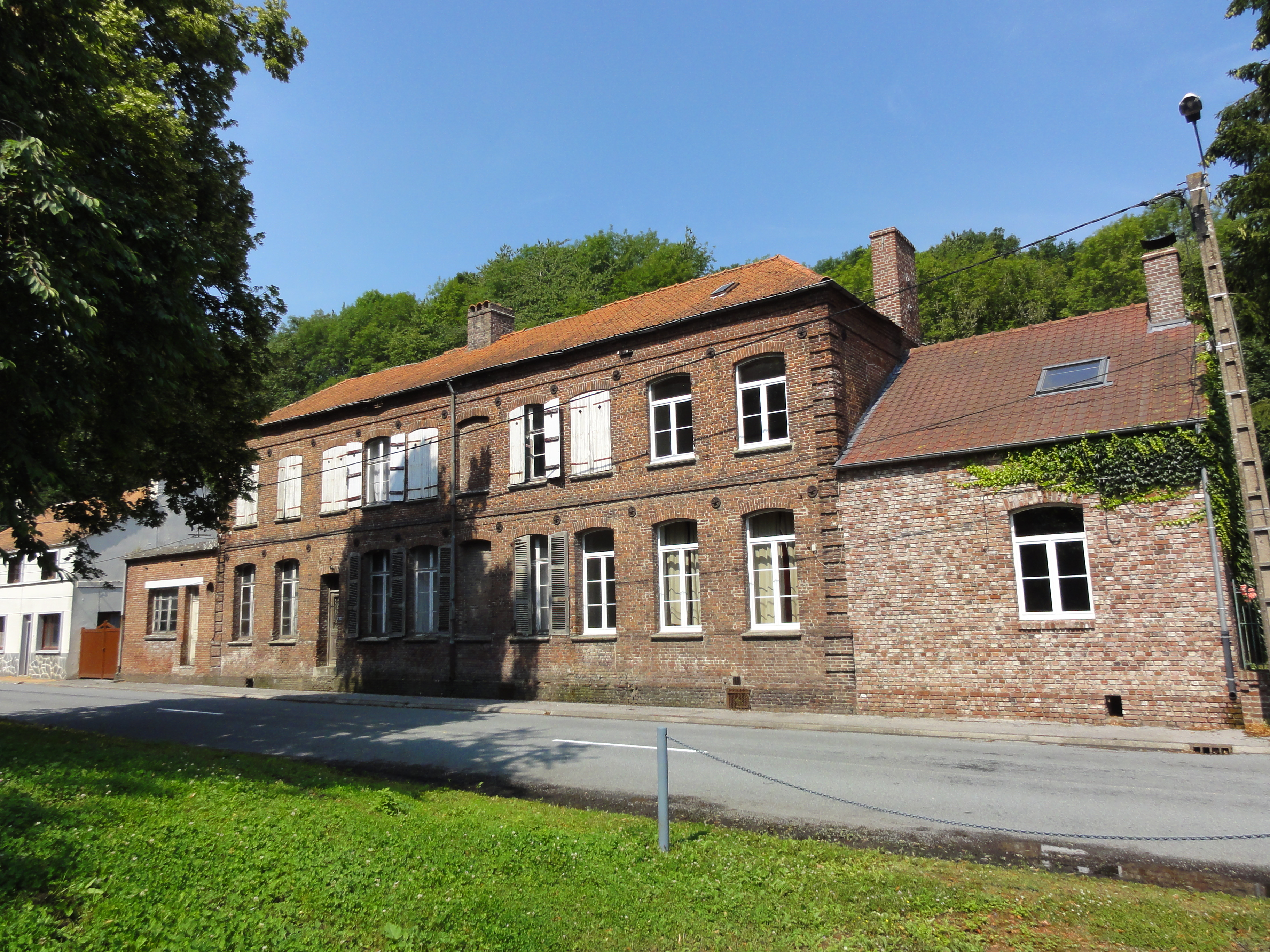
Les bureaux de la fosse en 2011.

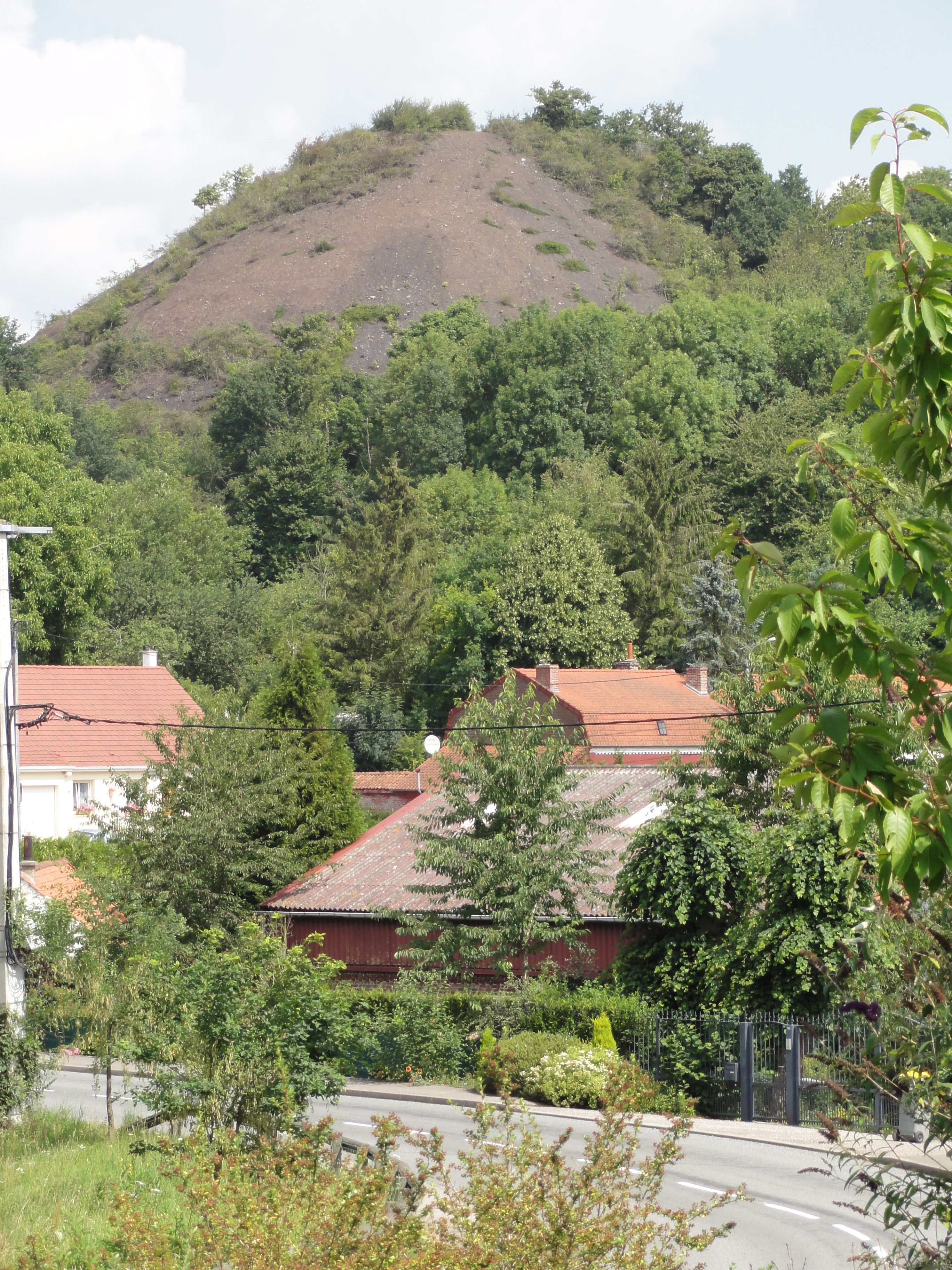
Le terril no 245 est visible de loin.

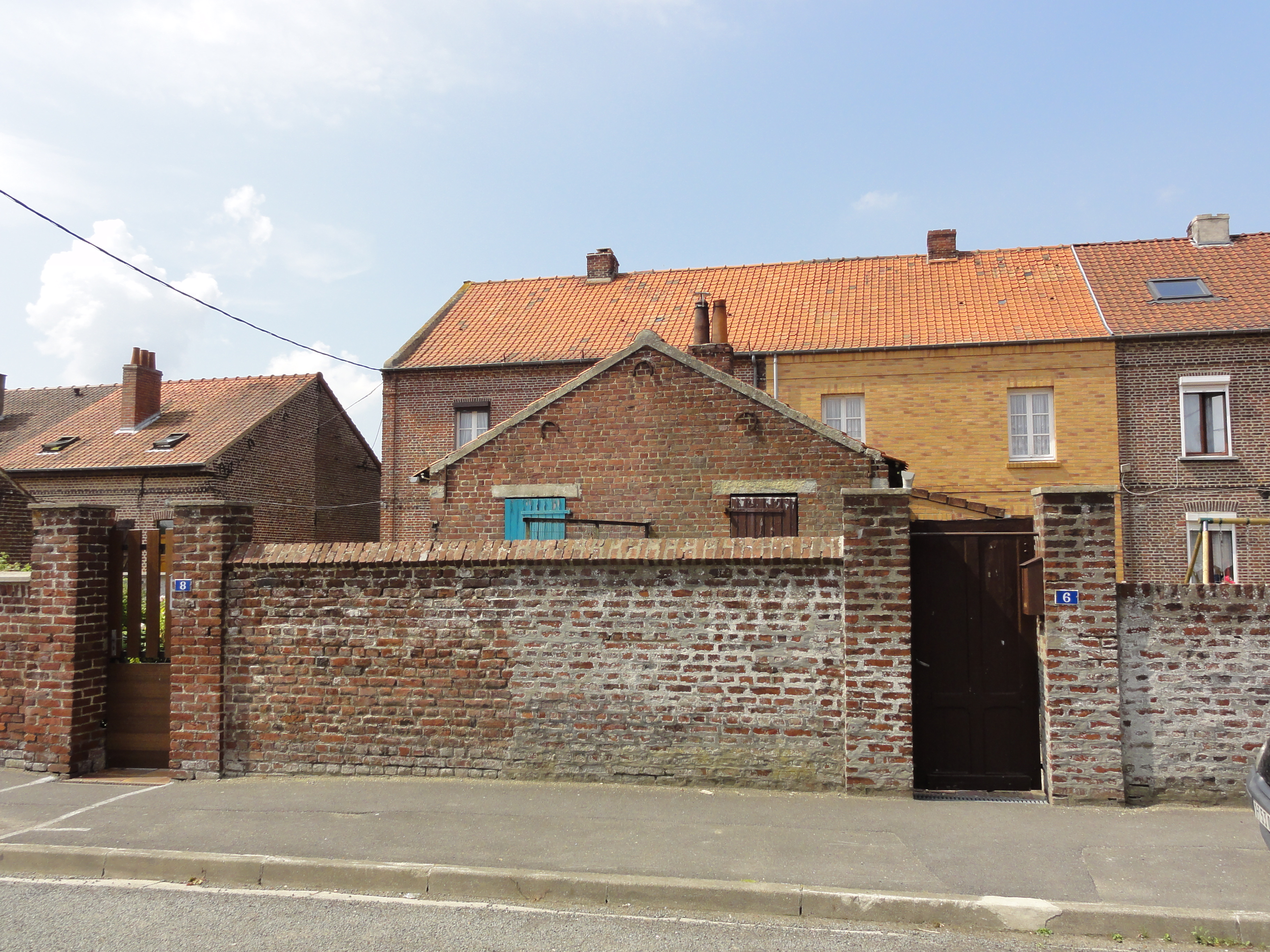
Les corons ont été rénovés.

La Compagnie des mines de la Lys-Supérieure, aussi connue sous le nom de Compagnie des mines de Fléchinelle, est une compagnie minière qui a exploité la houille dans le hameau de Fléchinelle à Enquin-les-Mines dans le bassin minier du Nord-Pas-de-Calais. La société est créée en octobre 1852, et commence par effectuer plusieurs sondages.
Elle commence les travaux de la fosse de Fléchinelle le 22 décembre 1855, et fait une demande de concession à partir de 1856. Celle-ci est instituée par un décret du 31 août 1858 avec une superficie de 376 hectares. La fosse produit 3 926 tonnes en 1858, année de sa mise en service. À la suite de sondages exécutés en dehors de son périmètre primitif, la Compagnie obtient, par décret du 16 juillet 1863, une extension de 157 hectares, ce qui porte l'étendue de la concession de Fléchinelle à 533 hectares. Il s'agit de la concession la plus occidentale du bassin minier hors Boulonnais.
La production trop faible de la Compagnie l'amène à la faillite en 1884. M. Ridoux tente de reprendre l'exploitation en créant la Société Anonyme des Mines de Fléchinelle-Auchy-au-Bois et Lières, mais il est amené à la faillite en 1894. C'est la Compagnie des mines de Ligny-les-Aire qui reprend l'exploitation des concessions de Fléchinelle et d'Auchy-au-Bois. Elle ouvre un nouveau puits (no 1 bis) à côté de celui de la fosse de Fléchinelle, et effectue d'autres ouvertures dans la concession d'Auchy-au-Bois. L'extraction dans la concession cesse en 1929 avec la fermeture de la fosse no 1 - 1 bis, mais la Compagnie de Ligny-les-Aire est nationalisée en 1946 et intègre le Groupe d'Auchel. Le gisement trop accidenté et la faible production entraînent la fermeture des fosses en 1951.
Bien que les installations productives aient été détruites, il subsiste des bâtiments annexes, ainsi que les corons et les terrils nos 244 et 245, dont le premier, conique, se voit à des kilomètres.

## Historique
Le bassin minier du Nord-Pas-de-Calais a pendant longtemps été exploité uniquement dans sa partie orientale située dans le département du Nord, à l'exception du Boulonnais où le charbon est grappillé dans de petites exploitations. Pendant longtemps, la Compagnie des mines d'Anzin a été une des rares compagnies à exploiter avec succès la houille. Des recherches ont cependant eu lieu régulièrement dans le but de découvrir le prolongement du bassin. Ainsi, la Compagnie Wuillaume-Turner a été la première à installer ses recherches dans le Pas-de-Calais vers 1763 - 1765,. Hélas, ses puits ont été implantés beaucoup trop au sud de la formation houillère, sur la même longitude que les mines d'Anzin.
D'autres compagnies comme celles d'Hasnon, Vicoigne, Aniche et Azincourt exploitent dès vers 1840 des terrains situés plus au nord, et plus à l'ouest de la concession d'Anzin. En 1846, M. Soyez découvre la houille au-delà de la concession d'Aniche et ouvre l'année suivante une fosse à Roost-Warendin, et fonde la Compagnie des mines de l'Escarpelle. Il y a confirmation que le bassin minier continue vers le Pas-de-Calais. En 1841, Mme De Clercq effectue un sondage à Oignies, qui met en évidence la présence de houille. Il s'ensuit la création de la Compagnie des mines de Dourges.
Dès lors, les recherches s'intensifient et la partie majeure des compagnies du Pas-de-Calais se forme entre 1850 et 1860. La Société A. Faure et Compagnie installe ses recherches à l'extrême ouest du bassin du Pas-de-Calais, à proximité de la Société de recherches de Lillers, future Compagnie des mines de Ferfay, créée le 8 juin 1852. Celle-ci devance la Compagnie d'Auchy-au-Bois en ouvrant dès 1853 une fosse no 1 à Auchel, trois ans avant que la Compagnie d'Auchy-au-Bois n'ouvre sa première fosse. Mais la Compagnie des mines de la Lys-Supérieure ouvre une fosse à la fin de l'année 1855, à l'ouest de la concession demandée par la Compagnie d'Auchy-au-Bois. Ce sont les travaux de recherche les plus à l'ouest du bassin minier hors Boulonnais.

### Travaux de la Société Podevin

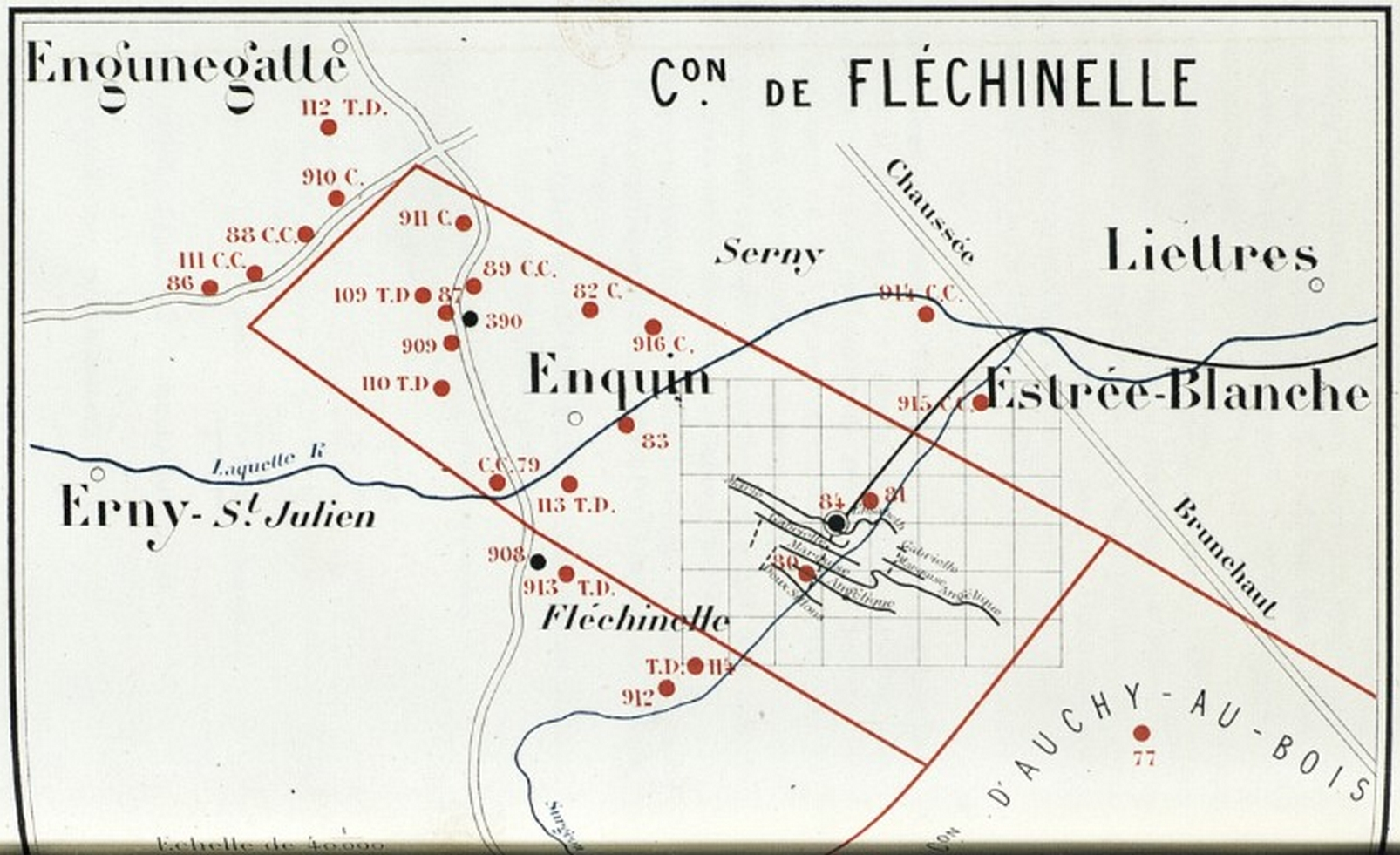
État des travaux vers 1880 sur la concession de Fléchinelle.

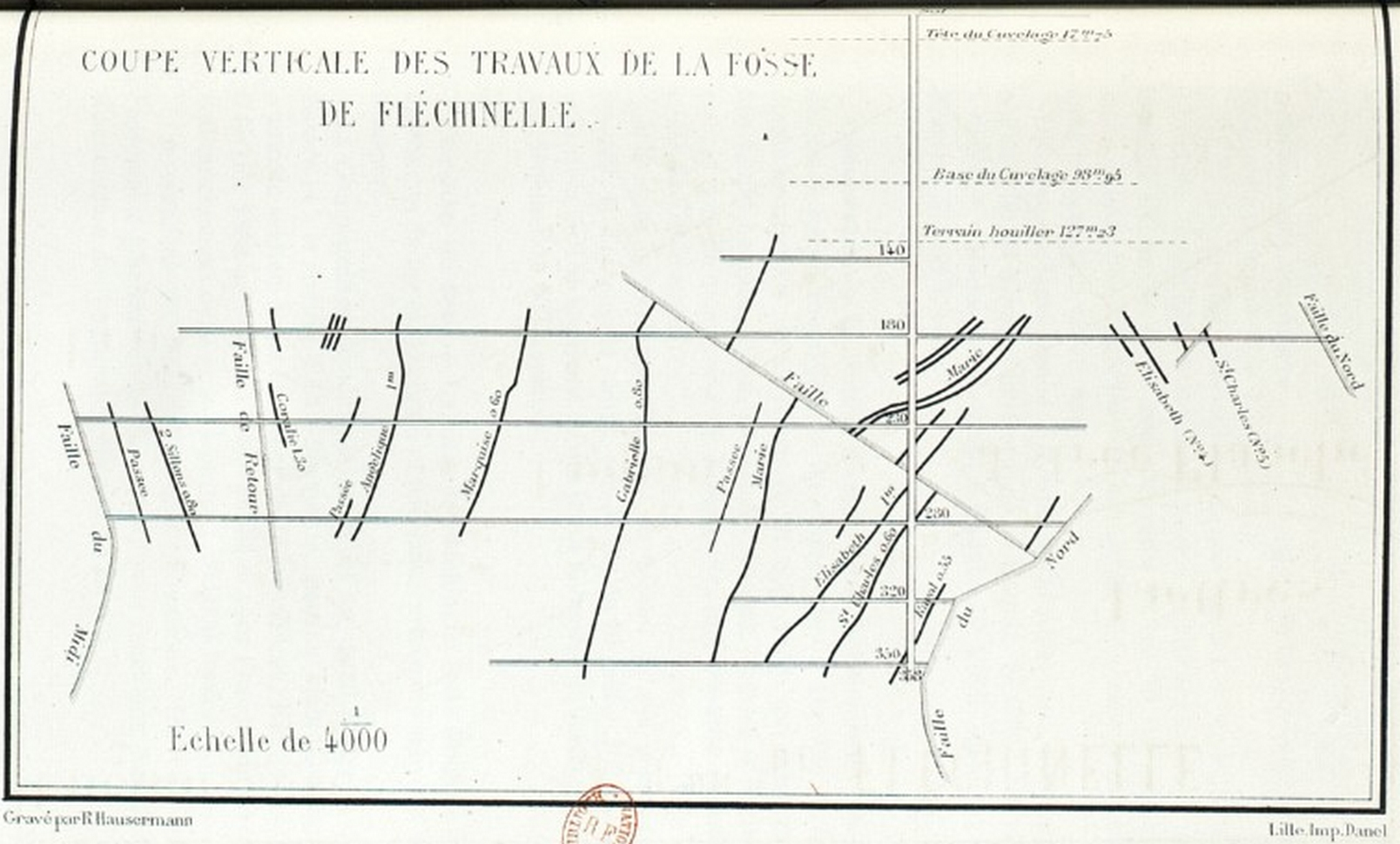
Coupe verticale des travaux de la fosse de Fléchinelle.

Vers le mois d'octobre 1852, M. Podevin, administrateur des mines d'Hardinghem et Fiennes, forme avec diverses personnes une Société qui se propose de rechercher le prolongement du bassin houiller entre Ferfay et Thérouanne,.
Cette Société installe en même temps deux sondages : l'un à Liettres, no 76, qui aboutit à un résultat négatif ; l'autre à la Tirremande, no 77, qui atteint la houille. L'outillage du forage de Liettres est reporté au commencement de l'année 1853 sur un point du territoire de Saint-Hilaire-Cottes, voisin d'Auchy-au-Bois, no 78. On y traverse une couche de houille de 1,39 mètre d'épaisseur.
La Société Podevin a pour rivale dans ses recherches la société Faure, qui a pratiqué divers sondages, lesquels, bien qu'infructueux, lui donnent un droit de priorité. Une transaction amiable intervient entre les deux Sociétés ; la Société Podevin abandonne à sa concurrente les sondages positifs de la Tirremande et de Saint-Hilaire-Cottes, dits d'Auchy-au-Bois.
La Société Podevin continue néanmoins ses recherches en les reportant au couchant du sondage de la Tirremande, et dans la direction présumée du prolongement du bassin houiller. Elle fait simultanément en 1853 deux sondages à Enquin, no 79, et à Fléchinelle, no 80. Elle rencontre le terrain négatif dans le premier, mais plusieurs couches de houille grasse dans le second. À la suite de cette découverte, la Société Podevin demande une concession, tout en continuant ses explorations. En 1854, elle effectue un nouveau sondage à Estrée-Blanche, no 81, qui atteint le terrain houiller à 112 mètres et recoupe à 138 mètres. une belle couche de houille grasse, divisée par deux petits nerfs de schiste.
Les recherches, un instant interrompues, sont reprises en 1855, par l'ouverture de deux sondages au hameau de Serny. Le premier, no 82, est arrêté sur un calcaire inférieur assimilable aux marbres du Boulonnais. Le second, no 83, atteint le terrain houiller, puis une petite veine et est continué dans un grès houiller sur une hauteur de plus de cent mètres. La Société Podevin se trouve donc en possession de trois sondages positifs, dont deux, ceux de Fléchinelle, no 80, et d'Estrées-Blanche, no 81, situés à 600 mètres l'un de l'autre, sur une ligne transversale à l'axe du bassin houiller, et le troisième, de Serny no 2, no 83, situé à 1 200 mètres environ à l'ouest des deux premiers,.

### Formation d'une Société d'exploitation
C'est alors que la Société de recherches se constitue en Société d'exploitation, suivant acte du 28 août 1855. La Société est civile. Elle prend le nom de Compagnie des mines de houille de la Lys-Supérieure. Le capital social est fixé à deux millions de francs, divisé en 4 000 actions de 500 francs. 800 actions libérées sont attribuées à la Société Podevin, en compensation de son apport consistant en cinq sondages, dont deux suivis de la découverte de la houille, et un sixième à Enquin, no 87, qui a déjà atteint le terrain houiller. Toutefois elles doivent rester à la souche jusqu'à l'époque de la mise en vente du charbon.
Il est émis 1 600 autres actions, et les 1 600 restant doivent être émises ultérieurement suivant les décisions de l'administration quant à l'attribution de la concession. Les actions, primitivement nominatives, peuvent, après leur libération, être transformées en actions au porteur. Le conseil d'administration est composé de cinq membres qui sont d'abord Messieurs Lequien, Tétin-Degaspary, Pinart, Mathieu et Furne. Ils sont nommés à vie. En cas de décès ou de démission de l'un d'eux, il est pourvu à son remplacement par les membres restants.
Une assemblée générale doit se tenir chaque année. Elle se compose de tous propriétaires d'au moins cinq actions, et doit nommer trois délégués, chargés de prendre connaissance, au siège de la Société, des comptes de l'administration et de faire, sur lesdits comptes, un rapport aux assemblées générales. Les écritures sont arrêtées le 15 novembre de chaque année. Il est créé un fonds de réserve, par le prélèvement d'un sixième du bénéfice net, et qui ne peut excéder 300 000 francs. Le conseil d'administration a la faculté de convertir la société civile en société anonyme.

### Ouverture d'une fosse à Fléchinelle
La nouvelle Société commence les préparatifs d'une fosse à Fléchinelle, un hameau d'Enquin-les-Mines. Le premier coup de pioche est donné le 22 décembre 1855. Le puits, de quatre mètres de diamètre, est maçonné jusqu'au niveau, à 17,75 mètres. De cette profondeur jusqu'à celle de 98,95 mètres, il est muni d'un cuvelage en bois d'orme, à seize pans. Le passage du niveau est long et laborieux ; on se sert d'une machine d'épuisement à traction directe de deux mètres de course, faisant marcher deux pompes de 50 centimètres de diamètre. On a évalué à 10 000 mètres cubes le volume d'eau maximum épuisé par 24 heures. La base du cuvelage n'a pu être achevée que le 8 février 1858, c'est-à-dire plus de deux ans après le commencement du creusement du puits.
Le terrain houiller est atteint à 127,23 mètres en avril 1858. Mais le cuvelage en bois d'orme donne lieu à des fuites d'eau considérables et à des ruptures de pièces fréquentes. On est obligé en 1866, pour y remédier, de poser à l'intérieur une chemise ou nouveau cuvelage en fonte sur 50 mètres de hauteur, ce qui a ainsi entraîné une dépense de 120 000 francs.

### Nouveaux sondages
La Compagnie de la Lys-Supérieure continue cependant ses explorations. Le 22 février 1856, elle ouvre un sondage à Coyecque, no 85, à l'extrémité occidentale de la concession qu'elle sollicite. Il est arrêté à 153,20 mètres, après avoir traversé 24,70 mètres de schistes gris-verdâtre que l'ingénieur des mines du département classe dans la formation dévonienne. D'autres sondages sont exécutés successivement à Enguinegatte, no 86, résultat indéterminé ; à Enquin, no 3 (no 87), terrain houiller et veinules de charbon ; à Enquin, no 4 (no 88), calcaire ; à Enquin, no 5 (no 89), calcaire.

### Concession

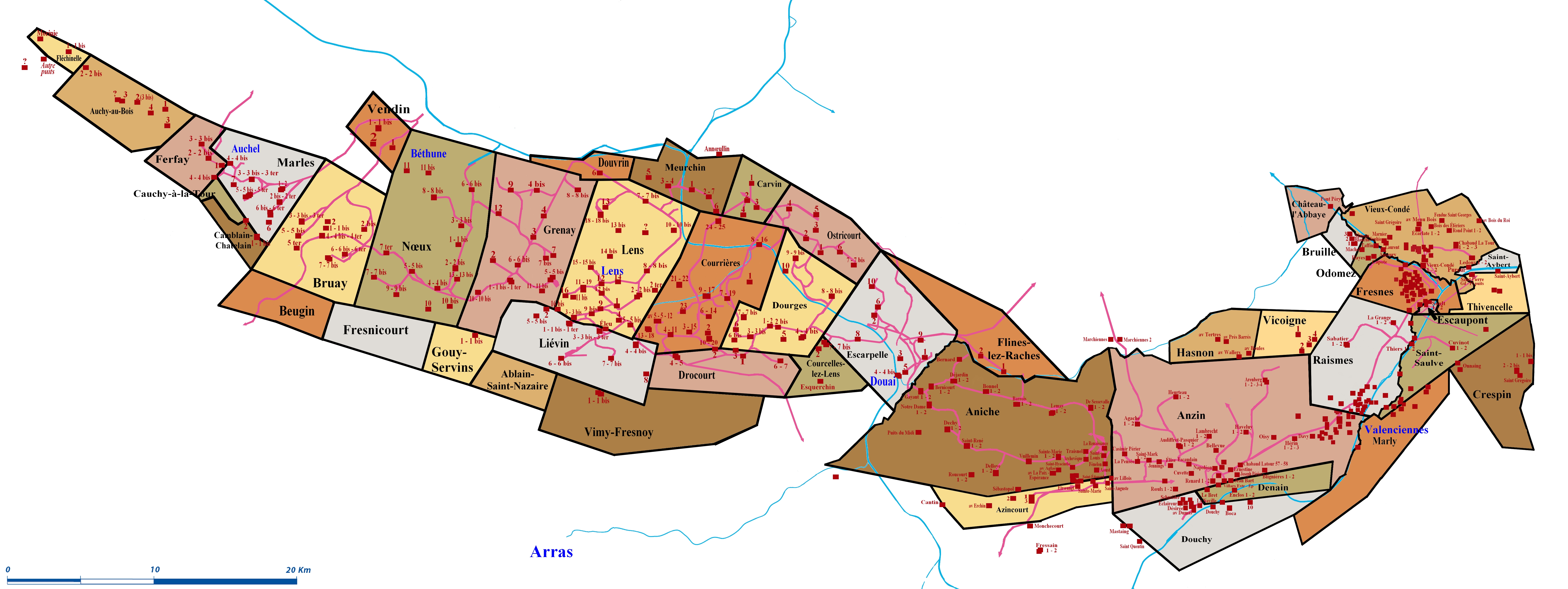
La concession de Fléchinelle est la concession la plus occidentale du bassin minier hors Boulonnais.

La Société d'exploitation de Fléchinelle a, dès 1856, formé une demande en concession, à laquelle il est donné satisfaction par un décret du 31 août 1858, qui accorde aux sieurs Lequien, Tétin, Degaspary, Pinart, Mathieu et Furne, sous le nom de concession de Fléchinelle, une étendue superficielle de 376 hectares.
À la suite de sondages exécutés en dehors de son périmètre primitif, la Compagnie obtient, par décret du 16 juillet 1863, une extension de 157 hectares, ce qui porte l'étendue de la concession de Fléchinelle à 533 hectares.

### Chemin de fer

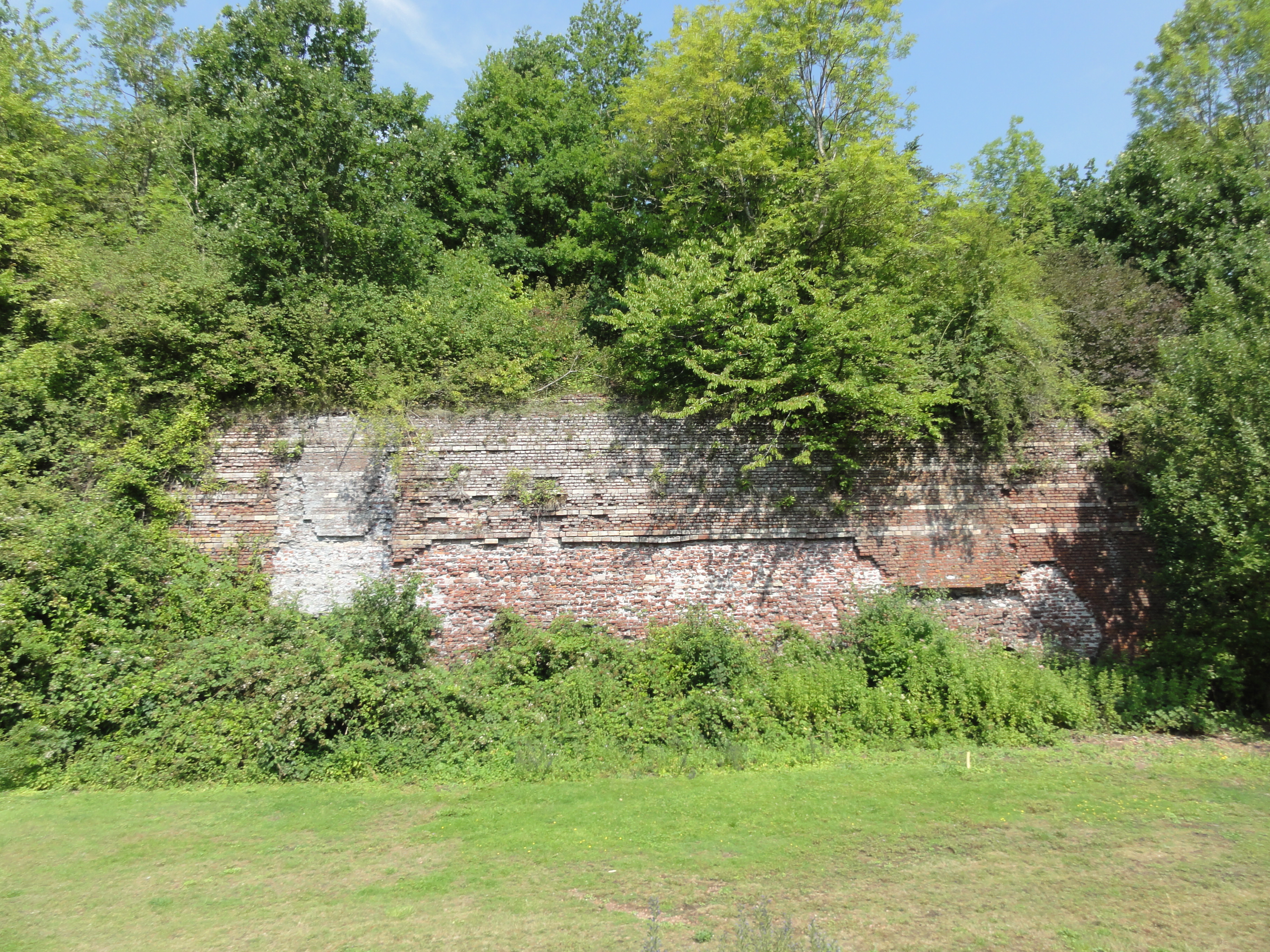
L'embranchement long de quatorze kilomètres se termine par un triage devant ce mur, le puits no 1 se trouve derrière et en hauteur.

La fosse de Fléchinelle est éloignée et du chemin de fer et du canal, et donc privée de moyens de transport.
La Compagnie se décide à la relier et au canal d'Aire à La Bassée et à la station d'Aire-Berguette, par un embranchement à voie normale d'une longueur de 14 kilomètres. Elle obtient le 8 février 1862 un décret d'utilité publique pour l'exécution de cet embranchement qui a coûté environ 1 200 000 francs. Un emprunt de 500 000 francs, en obligations, est voté par l'assemblée générale du 11 juin 1861, pour subvenir aux frais d'acquisition des terrains du chemin de fer. Le chemin de fer est construit par la Compagnie des chemins de fer du Nord, sur des terrains acquis par la Société de la Lys, et moyennant le remboursement par annuités, du capital et intérêts, des dépenses d'établissement.
Malgré cette combinaison avantageuse, la construction de l'embranchement de Fléchinelle est une charge hors de proportion avec le chiffre de la production, et qui a pesé très lourdement sur la situation de la Compagnie de la Lys. Au 6 février 1872, il est dû à la Compagnie du Nord une troisième annuité convenue, échue le 18 janvier 1871, en souffrance, de 50 000 francs. Une cinquième annuité convenue doit échoir, le 18 janvier 1873, en souffrance de 104 000 francs. Vers la fin de 1871, la Compagnie du Nord, informée des poursuites exercées par quelques créanciers contre la Compagnie civile de la Lys, a cru prudent, pour sauvegarder ses intérêts, de suivre le même exemple. La nouvelle Société lui paye, au mois de juillet 1872, 50 000 francs plus les intérêts échus, et au 15 janvier 1873, 115 000 francs. En même temps on arrête avec elle le compte de sa créance, qui est réglée à 496 000 francs payables en dix annuités de 64 240,13 francs à partir du 15 janvier 1874. En 1876, la Compagnie de Fléchinelle a cédé à la Compagnie du Nord-Est environ deux kilomètres de son chemin de fer, entre la gare d'eau et la gare de Berguette, moyennant 80 000 francs. Plus tard elle a entamé des négociations pour la cession de sa ligne à des capitalistes, afin de se procurer des ressources pour la continuation de ses travaux. Mais ces négociations n'ont pas abouti.

### Transformation de la Société civile en Société anonyme
La liquidation de la société civile, décidée par l'assemblée générale extraordinaire du 6 février 1872, s'effectue par la formation d'une Société nouvelle sous forme anonyme, dans laquelle on fait entrer et les obligations et les actions de l'ancienne Société.
Conformément au plan de transformation accepté par les assemblées générales des intéressés dans la société civile, le capital social actuel est de 1 205 000 francs dont 263 000 francs en numéraire, dont 1 296 actions libérées intégralement aux conditions de transformation et 258 actions également libérées ; soit 1 554 actions représentant un capital de 777 000 francs ; 789 actions libérées de 166,66 francs, à libérer en argent de 333,34 francs et représentant un capital de 394 500 francs ; 67 actions libérées intégralement et représentant un capital de 33 500 francs, soit un total de 2 410 actions. Le total du capital est de 1 205 000 francs.
Ce capital peut être augmenté ultérieurement jusqu'à concurrence de 1 295 000 francs divisé en 2 590 actions de 500 francs dont 1 056 et 212 actions soit 1 268 actions intégralement libérées et représentant un capital de 634 000 actions ; 894 actions libérées de 166,66 francs, à libérer en argent de 333,34 francs et représentant un capital de 447 000 francs ; seize actions libérées intégralement et représentant un capital de 8 000 francs ; 412 actions à libérer entièrement en argent et représentant un capital de 206 000 francs soit 2 590 actions. Le total de l'augmentation prévue du capital est de 1 295 000 francs.
Tout actionnaire de l'ancienne Société, possédant cinq actions, reçoit trois actions de la société anonyme, moyennant le payement de 1 000 francs en espèces, c'est-à-dire que chaque action ancienne est reprise dans la Société nouvelle pour 100 francs. Toutefois, quand un même actionnaire convertit trois groupes de cinq actions, avec versement de 3 000 francs, en neuf actions nouvelles, il a le droit d'échanger sans soulte dix actions anciennes contre une nouvelle, ce qui attribue dans ces conditions une valeur de 50 francs à l'action ancienne.
Tout obligataire, adhérent à la nouvelle Société, capitalise les titres lui appartenant et les coupons échus ou à échoir jusqu'au 1er avril 1872. À cette somme il ajoute 10 %, et le total lui donne droit à autant d'actions de la nouvelle Société qu'il contient de fois 500 francs. La différence en plus est remboursée en espèces à moins que l'obligataire ne préfère recevoir une action en complétant sa soulte en espèces.
La Société civile transfère à la Société anonyme l'ensemble de ses biens, de ses droits et ses obligations actives et passives. La nouvelle Société parvient à se constituer ; toutefois la conversion des anciennes actions en actions nouvelles ne produit que 549 000 francs, somme insuffisante pour faire face aux dépenses nécessaires au fonctionnement de l'entreprise. On a dû émettre en 1877 des actions nouvelles et, malgré le prix très réduit de 166,66 francs auquel on les offre, on ne parvient à en placer que 600 qui produisent 100 000 francs. Le produit du placement des actions est de 649 000 francs. Lors de l'assemblée de mai 1876, le nombre d'actions émises est de 3 668 représentant un capital de 1 834 000 francs. À la suite d'adhésions nouvelles, le nombre d'actions s'est accru en 1876 de six actions et quatre dixièmes pour 3 200 francs et en 1877 de 600 actions, soit un supplément de 606 actions et quatre dixièmes, de sorte que le nombre d'actions émises au 14 mai 1878 est de 4 274 actions et quatre dixièmes représentant au taux nominal de 500 francs un capital de 2 137 000 francs. Le capital actions a été tout à fait insuffisant pour soutenir la marche de l'entreprise, dont l'exploitation, sauf pendant les années des prix excessifs des charbons, n'a jamais donné que des pertes.

### Coke et briquettes
Les houilles de Fléchinelle sont menues. La vente en est difficile. Aussi pour en faciliter l'écoulement, la Compagnie a fait construire, en 1872 et 1873, quarante fours à coke du système Smet, de 60 centimètres de largeur, 1,10 mètre de hauteur et sept mètres de longueur, produisant chacun 1 500 kilogrammes de coke par 24 heures. Le rendement est de 66 %. Leur installation avec conduite d'eau et matériel a coûté 85 000 francs. À cette somme il faut ajouter 52 000 francs pour les bâtiments, les broyeurs, les lavoirs et les accessoires, soit un total de 137 000 francs.
La fabrication annuelle de coke est d'environ 10 000 tonnes procurant l'écoulement de 15 000 à 16 000 tonnes de houille. Après 1875, divers essais de fabrication d'agglomérés domestiques, sans adjonction de brai ni de goudron, ont été tentés. On parait être en voie de réussir avec les appareils modifiés Durand et Marais, lorsqu'un procès, compliqué de la faillite du constructeur et de la liquidation de la société des inventeurs, s'est produit, et les essais ont été abandonnés.

### Liquidation
La liquidation de la société intervient en avril 1884, la société a fait faillite à cause de sa faible production. M. Ridoux fonde la Société Anonyme des Mines de Fléchinelle, Auchy-au-Bois et Lières, dite Compagnie des mines de Lières. Cette dernière fait elle aussi faillite, en 1894, et l'exploitation des concessions de Fléchinelle et Auchy-au-Bois est reprise par la Compagnie des mines de Ligny-lès-Aire, qui est nationalisée en 1946.

## Gisement
La fosse de Fléchinelle rencontre une première veine de 80 centimètres à 149 mètres. Un premier accrochage est ouvert, en décembre 1858, à la profondeur de 180 mètres. Des bowettes de reconnaissance au nord et au sud constatent l'existence de neuf couches, dont quatre seulement sont exploitables. D'autres accrochages ont été établis successivement à 230, 280, 320 et 350 mètres, et ont découvert d'autres couches exploitables. Partout on a rencontré des terrains fortement inclinés au sud, et des couches presque verticales, dont l'exploitation est difficile et coûteuse. Les couches exploitées de 1860 à 1872 sont au nombre de huit, à savoir, en commençant par la plus profonde : Saint-Charles de 60 centimètres de puissance, Élisabeth d'un mètre, Sainte-Marie d'un mètre, Gabrielle de 80 centimètres, Marquise de 60 centimètres, Angélique d'un mètre, Coralie de 1,40 mètre, et enfin, Deux sillons 80 centimètres, soit un total de 7,20 mètres de puissance et une moyenne d'épaisseur de couche de 90 centimètres.
La houille tient de 28 à 34 % de matières volatiles, suivant les couches, et dégage du grisou.

## Données financières

### Emprunts
Dès 1861 on a dû recourir aux emprunts. il est émis 2 500 obligations de 200 francs remboursables à 250 francs en vingt ans, à partir du 1er janvier 1865, et rapportant 12,50 francs ou 61,4 % d'intérêt soit 500 000 francs. Cet emprunt, décidé par l'assemblée générale du 11 juin 1861, a pour but de subvenir aux frais d'acquisition des terrains nécessaires à l'établissement du chemin de fer. Un deuxième emprunt est contracté en 1862. Il est réalisé par l'émission de 339 obligations de 1 000 francs, remboursables au pair, soit 339 000 francs. En 1868, on émet 2 000 nouvelles obligations de 200 francs, remboursables à 250 francs soit 400 000 francs. Le total des emprunts est de 1 239 000 francs.

### Production
Les travaux préparatoires de la fosse de Fléchinelle fournissent, dès 1858, une petite quantité de houille, mais, jusqu'en 1868, l'extraction de cette fosse est très faible. Ainsi l'extraction produit 8 296 tonnes en 1858, 1859 et 1860, 9 108 tonnes en 1861, 5 637 tonnes en 1862, 6 425 tonnes en 1863, 9 196 tonnes en 1864, 8 645 tonnes en 1865, 4 832 tonnes en 1866 et 8 006 tonnes en 1867, soit 60 145 tonnes sur la période.
À partir de 1868, l'extraction augmente assez notablement, et atteint 18 905 tonnes en 1868, 25 100 tonnes en 1869, 32 380 tonnes en 1870 et 41 801 tonnes en 1871, soit 118 186 tonnes sur la période et 178 331 tonnes depuis l'origine.

### Dépenses faites

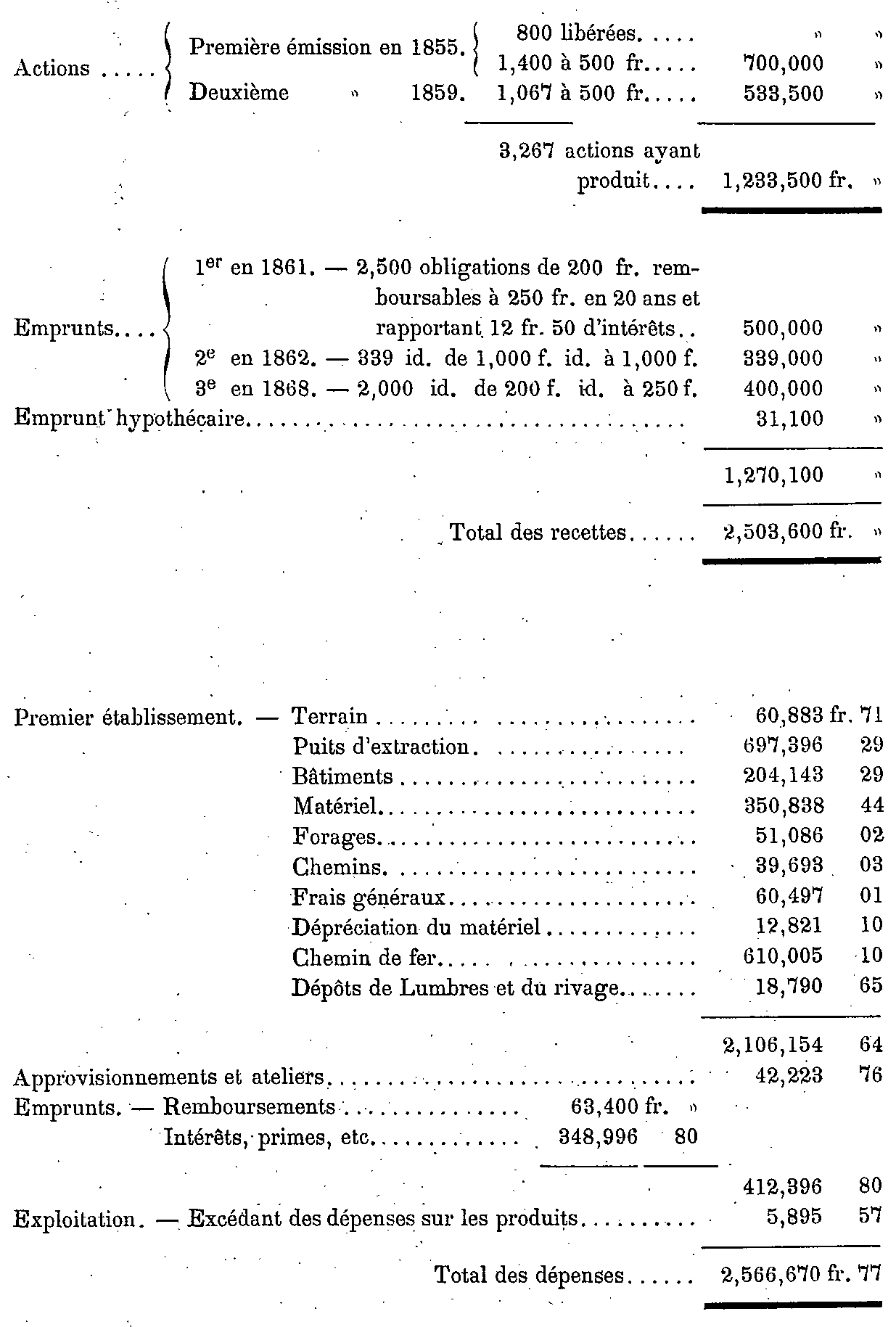
Recettes et dépenses de 1855 à 1872.

Jusqu'à la fin de 1871, la Compagnie de la Lys n'a pu, avec une aussi faible production, couvrir ses frais d'exploitation. Son capital actions, fixé à deux millions, n'a pas été complètement placé, et n'a produit que 1 233 500 francs. Dès 1861, la Société a dû recourir aux emprunts et s'est procuré de cette manière 1 270 100 francs. Ses recettes s'élèvent ainsi à 2 503 600 francs. Ses dépenses ont été assez considérables, et les intérêts et le remboursement de ses emprunts, ajoutés aux annuités qu'elle a à payer à la Compagnie des chemins de fer du Nord, constituent une charge écrasante. La Société est à bout de ressources ; elle va succomber écrasée par un passif de plus de deux millions.
Il est dû 2 240 632,60 francs dont 1 402 250 francs aux obligataires, capital versé et primes, 89 625 francs pour les intérêts échus, 639 598,41 francs à la Compagnie du Nord, principal et intérêts échus, 32 686,66 francs aux souscripteurs de l'emprunt hypothécaire, principal et intérêts et 76 412,53 francs à divers. Il existe en valeurs disponibles 100 414,26 francs, il reste donc un passif de 2 140 218,34 francs.
Une assemblée générale extraordinaire, tenue le 6 février 1872, décide la liquidation de la Société ; et pour éviter aux actionnaires non seulement la perte des sommes versées, mais le rapport de 400 à 500 francs par action pour le payement des dettes, elle décide en même temps la constitution d'une Société nouvelle reprenant la suite de l'ancienne. Du 28 août 1855, date de la constitution de la Société civile de la Lys-Supérieure, au 6 février 1872, date de la liquidation, les recettes se sont élevées à 2 503 600 francs et les dépenses à 2 566 670,77 francs, l'excédant des dépenses sur les recettes est de 63 070,77 francs.

### Emprunts

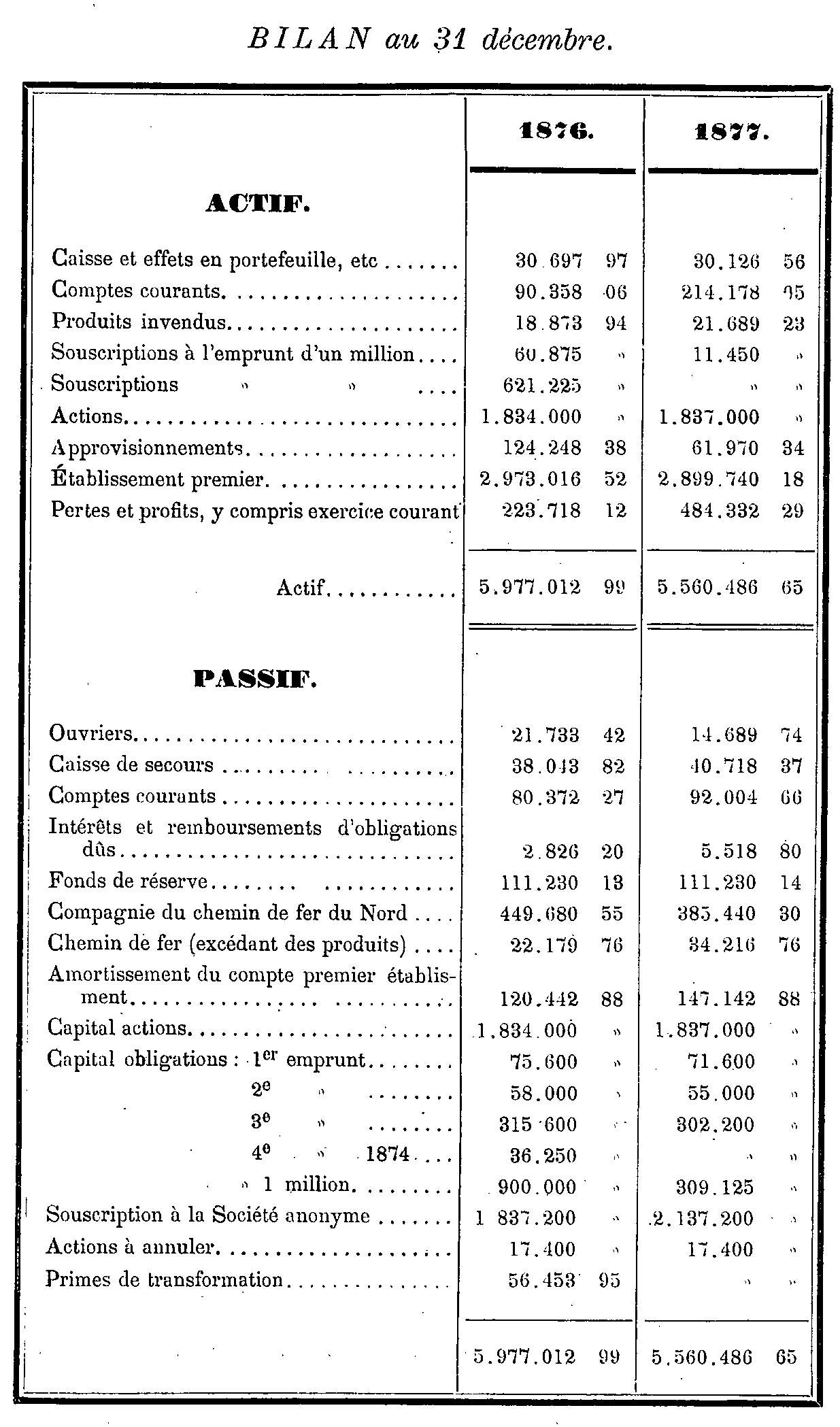
Bilans au 31 décembre 1876 et 1877.

Il a fallu recourir à des emprunts successifs. Le premier est réalisé en 1874 et produit 234 550 francs. L'assemblée générale du 12 septembre 1876 décide l'émission de 4 000 obligations de 225 francs remboursables à 250 francs, mais cette émission n'est couverte que jusqu'à concurrence de 315 125 francs soit 549 675 francs. À la fin de l'année 1878, la Compagnie a lancé des prospectus pour le placement des obligations non souscrites en 1876-77 et restées à la souche, mais cette souscription n'a pas pu être réalisée.
Les bilans d'autre part aux 31 décembre 1876 et 1877 résument la situation de la Compagnie aux multiples points de vue de ses émissions d'actions, de ses emprunts, de ses dépenses de premier établissement et de ses ressources.

### Production depuis 1872
À partir de 1871, l'extraction s'élève à des chiffres supérieurs à ceux des précédentes années quoiqu'elle ne soit pas encore bien considérable, à cause de l'irrégularité du gisement. Elle est de 39 299 tonnes en 1872, 37 009 tonnes en 1873, 35 673 tonnes en 1874, 42 332 tonnes en 1875, 54 891 tonnes en 1876, 47 107 tonnes en 1877 et 39 130 tonnes en 1878, soit 295 441 tonnes sur la période.
L'extraction de 1858 à 1871 a été de 178 331 tonnes. Le total de la production depuis l'origine est de 473 772 tonnes. Jusqu'en 1875, l'extraction se fait à la profondeur de 280 mètres. Pendant cette année on approfondit la fosse de 80 mètres sous stoc, par le procédé Lisbet, et deux nouveaux étages sont ouverts à 320 et à 350 mètres. En même temps on perce la faille qui a jusqu'alors arrêté toutes les exploitations vers le levant, et on retrouve au-delà toutes les veines connues, mais rejetées au nord de 100 mètres.

### Recettes et dépenses de la Société anonyme

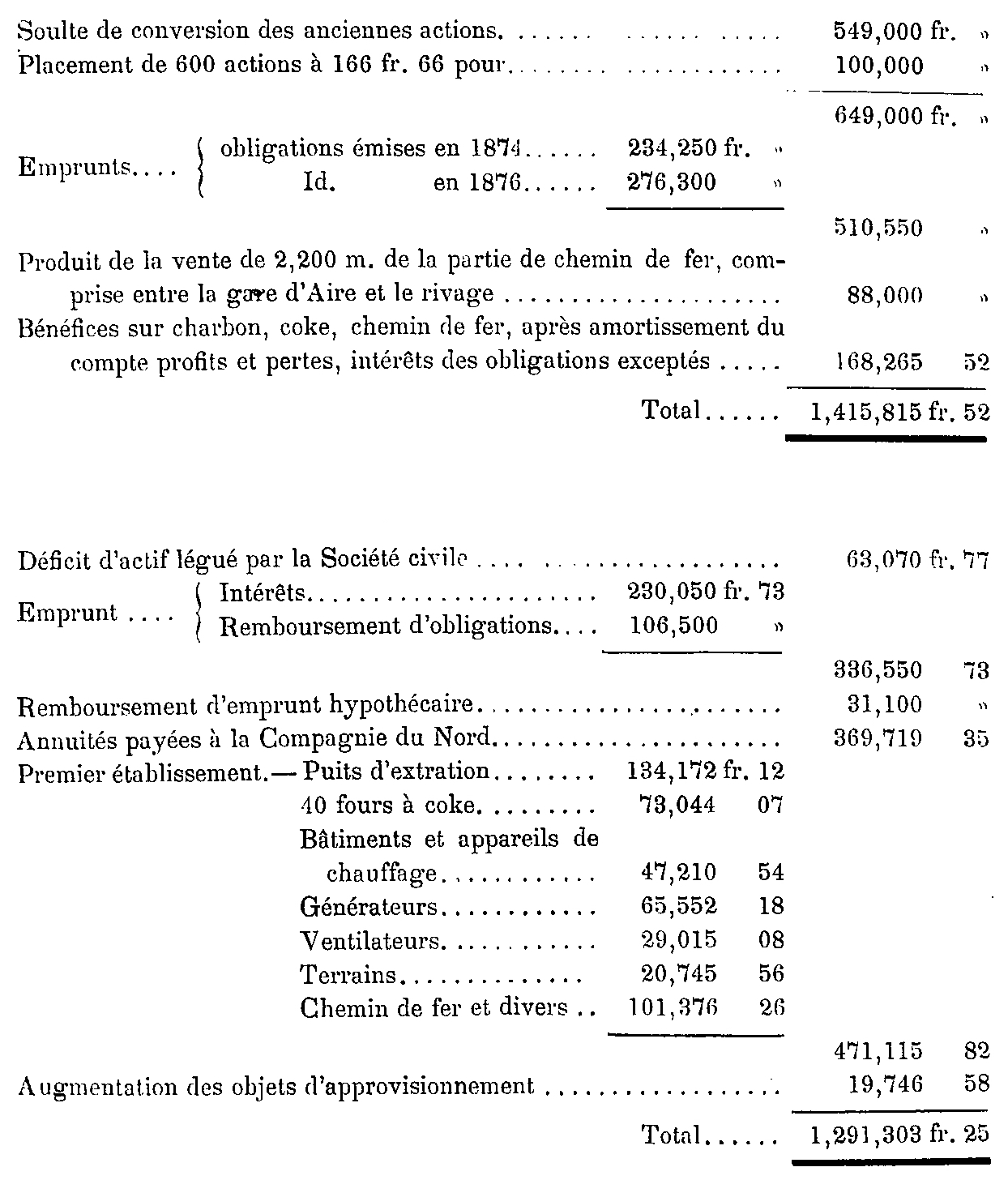
Recettes et dépenses de 1872 à 1877.

Du 7 février 1872, date de la fondation de la société anonyme, jusqu'au 31 décembre 1877, les recettes et les dépenses ont été comme établi ci-contre :
Ainsi les recettes ont été de 1 415 815,52 francs et les dépenses de 1 291 303,25 francs. Il reste au 31 décembre 1877 124 512,21 francs disponibles pour la marche de l'entreprise. Cette somme, représentée par des marchandises en magasin et des créances, est insuffisante et, dès le commencement de l'année 1878, la Compagnie a dû s'occuper de se procurer de nouvelles ressources.

### Dépenses depuis l'origine
La première Société a dépensé au 6 février 1877 2 566 670,77 francs et la deuxième Société a absorbé au 31 décembre 1877 1 291 303,25 francs, soit un ensemble de 3 857 974,02 francs. La production annuelle a atteint au maximum, en 1876, 54 000 tonnes ; en moyenne, cette production n'a pas été de plus de 40 000 tonnes. Il a donc été dépensé à Fléchinelle plus de 90 francs par tonne extraite annuellement.

### Situation financière

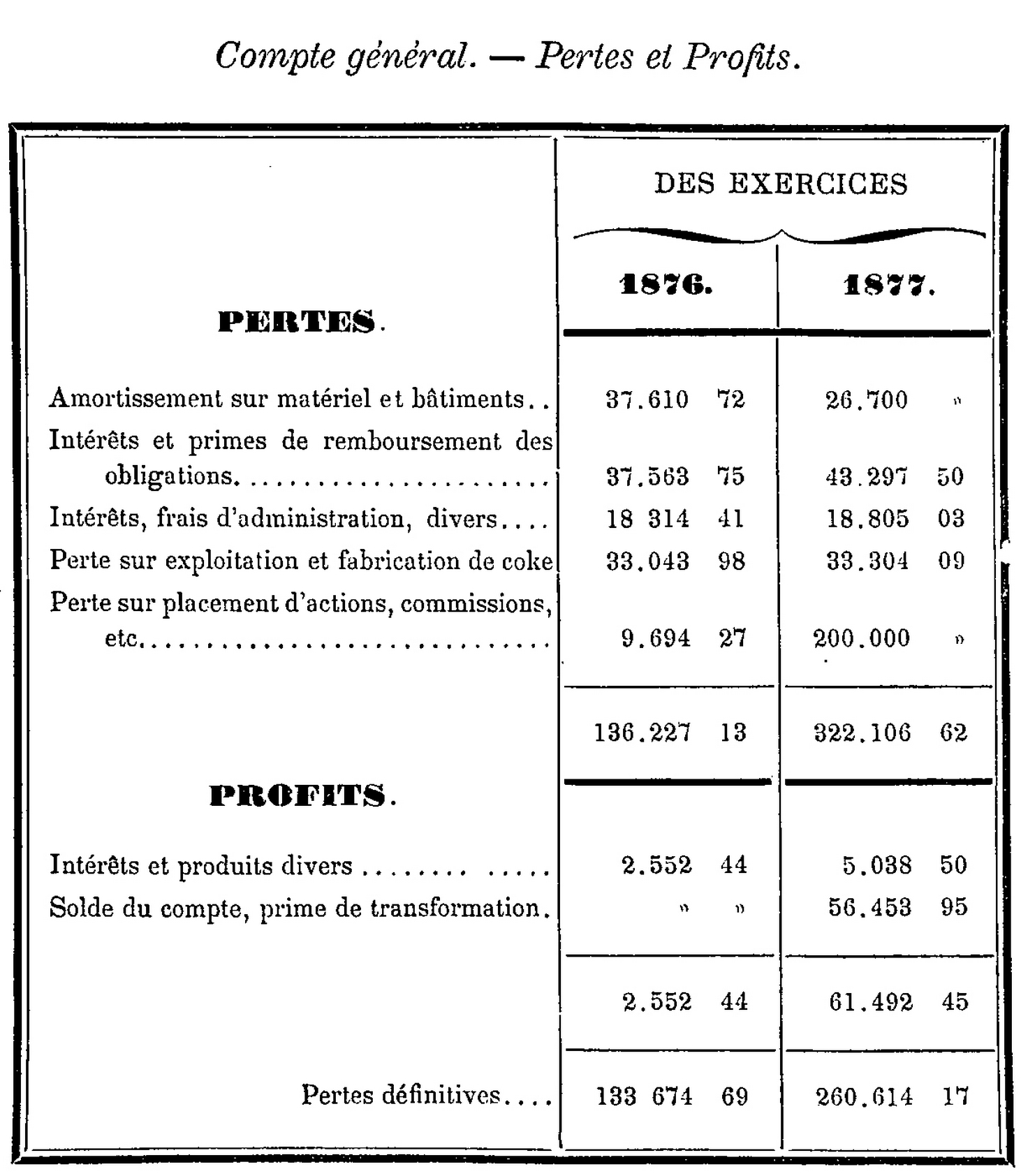
Pertes et profits en 1876 et 1877.

La situation de la Compagnie de Fléchinelle est loin d'être belle ; mais cette situation ne peut être attribuée ni à l'administration ni à la direction, qui ont conduit l'entreprise avec économie, avec ordre, et avec sagesse. Elle est due entièrement aux conditions du gisement, et aux charges financières qui grèvent l'établissement : emprunts onéreux et chemin de fer long et coûteux. Cette situation de la Compagnie de Fléchinelle est exposée très nettement dans les comptes des deux derniers exercices soumis aux actionnaires dans leurs assemblées générales.

### Ouvriers et salaires
Voici les renseignements que fournissent les rapports des ingénieurs des mines sur les ouvriers de Fléchinelle, leur production et leurs salaires annuels.
| Année | Ouvriers du fond | Ouvriers du jour | Ensemble |
| ----- | ---------------- | ---------------- | -------- |
| 1869  | 170              | 51               | 221      |
| 1871  | 240              | 61               | 301      |
| 1872  | 258              | 52               | 310      |
| 1877  | 309              | 131              | 440      |
| 1878  | 246              | 108              | 354      |

| Année   | Fond | Fond et jour |
| ------- | ---- | ------------ |
| 1869    | 147  | 113          |
| 1871    | 174  | 140          |
| 1872    | 152  | 126          |
| 1877    | 152  | 107          |
| 1878    | 159  | 110          |
| Moyenne | 157  | 115          |

| Année | Salaires totaux | Salaires par ouvrier |
| ----- | --------------- | -------------------- |
| 1869  | 210 101         | 950                  |
| 1871  | 248 760         | 829                  |
| 1872  | 364 647         | 1 176                |
| 1877  | 329 342         | 748                  |
| 1878  | 248 661         | 702                  |

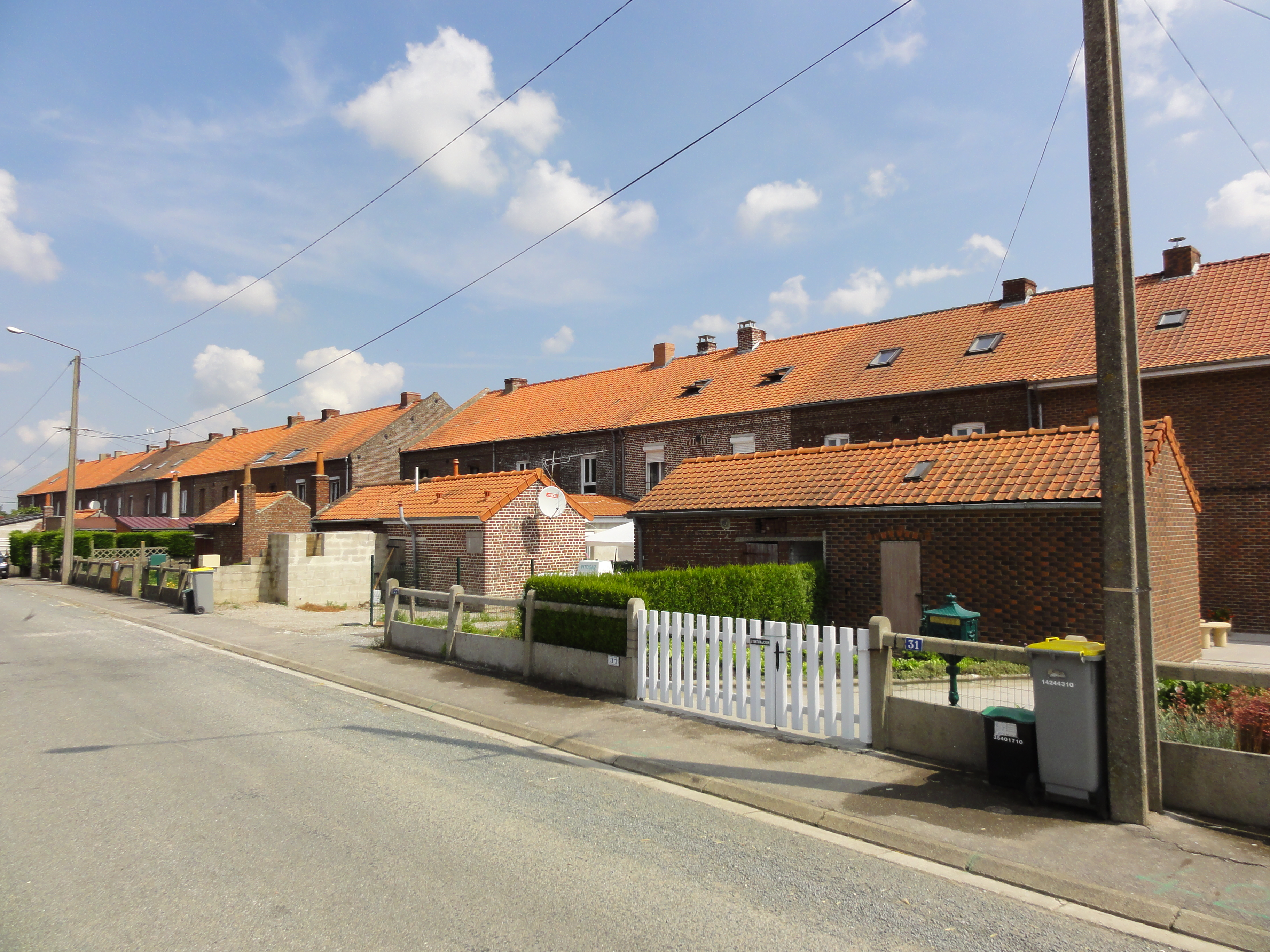
Les corons construits par la Compagnie.

La Compagnie possède 46 maisons d'ouvriers. Elles sont établies en corons.

### Prix de revient
Rien n'est plus difficile que de donner un prix de revient exact ; aussi on ne présente les chiffres ci-dessous que comme termes de comparaison. D'après les états de redevance dressés par l'ingénieur des mines, la Compagnie de la Lys-Supérieure a donné les résultats suivants :
En 1873, l'extraction est de 37 009 tonnes. Les dépenses ordinaires d'exploitation sont de 544 029,77 francs ou 14,70 francs par tonne et les dépenses de premier établissement de 127 433,97 francs ou 3,44 francs par tonne, les dépenses totales sont de 671 463,74 francs ou 18,14 francs par tonne. En 1874, l'extraction est de 35 673 tonnes. Les dépenses ordinaires d'exploitation sont de 535 874,25 francs ou 15,01 francs par tonne et les dépenses de premier établissement de 148 562,82 francs ou 4,16 francs par tonne, les dépenses totales sont de 684 437,07 francs ou 19,17 francs par tonne.
La main-d'œuvre figure dans les prix de revient de 1874 pour 9,22 francs. D'après le rapport à l'assemblée générale des actionnaires de 1878, le prix de revient est de 12,93 francs en 1876 et de 12,16 francs en 1877.

### Prix de vente
De même que pour le prix de revient il est très difficile d'établir le prix moyen de vente d'une houillère. Voici quelques chiffres recueillis à diverses sources, et qui donnent au moins une idée comparative des prix nets de vente à Fléchinelle à diverses époques. Le prix de vente à la tonne est de 12,55 francs en 1869, 12,80 francs en 1872, 19,50 francs en 1873, 19,50 francs en 1874, 15,60 francs en 1875, 12,32 francs en 1876, 11,46 francs en 1877 et 10,96 francs en 1878. À l'exception des années 1873 à 1875, où les prix de vente de la houille ont été très élevés, l'exploitation de Fléchinelle n'a jamais donné que de la perte.

### Valeur des actions
L'action de 500 francs de la Société civile de la Lys-Supérieure ne se vend déjà plus en 1861 qu'à 300 francs. Après la transformation de la société civile en société anonyme, l'action de 500 francs se vend 530 francs en 1873. Il y a à cette époque 3 120 actions et huit dixièmes en circulation. Elle tombe à 465 francs en janvier 1874. Elle est à 507 francs en janvier 1875. Elle monte successivement pour atteindre son maximum, 1 000 francs, en mai 1875. Elle redescend ensuite graduellement et tombe à 510 francs en janvier 1876, il y a alors 3 668 actions en circulation, 248 francs en février 1877, 157 francs en janvier 1878, 76 francs en octobre 1878, 50 francs en novembre 1879.
Le nombre d'actions émises est en 1879 de 4 274. Il n'est au 1er janvier 1876 que de 3 668. Il a été émis en 1877 et 1878, 600 actions au prix moyen de 166 francs.

## Sondages
Les différentes sociétés ont effectué un assez grand nombre de sondages sur la concession de Fléchinelle et autour. De petites sociétés ont elles aussi effectué des sondages.

### Sondages de la première société de recherches
Le forage de la Tirremande (no 77) est effectué en 1852, il met en évidence le terrain houiller à 105 mètres, il est acquis et continué par la Société Faure. Poussé à 160 mètres, il rencontre cinq couches de houille de 40 centimètres à 1,30 mètre de puissance. Le forage d'Enquin o4 (no 78) rencontre le calcaire carbonifère à 142 mètres en 1853. Le forage de Fléchinelle no 1 (no 89) date de 1853, il rencontre le terrain houiller à 132,12 mètres et a recoupé plusieurs couches de houille grasse. Il a atteint la profondeur de 159,31 mètres. Le forage d'Estrée-Blanche (no 81) a rencontré en 1854 le terrain houiller à 112 mètres et une belle couchede houille grasse à 138 mètres. Le forage est abandonné à la profondeur de 141,12 mètres. Le forage de Serny (no 82) met en évidence le calcaire supérieur assimilable aux marbres du Boulonnais à 130,30 mètres. Il est abandonné à la profondeur de 131,30 mètres en 1855. Enfin, le forage d'Enquin no 2 (no 83), datant de 1855, découvre le terrain houiller, une petite couche de houille, puis du grès houiller dans lequel on a approfondi plus de cent mètres. Ce sondage a été terminé par la Société d'exploitation de Fléchinelle.

### Sondages de la deuxième société de recherches
La deuxième société de recherche met en évidence le calcaire carbonifère à ses forages d'Estrée-Blanche nos 1 et 2 (nos 814 et 815).

### Sondages de la Compagnie de la Lys-Supérieure
Le forage d'Enguinegatte no 4 (no 86) a donné des résultats indéterminés. Des argiles et des schistes ont été rencontrés à 166,70 mètres. La profondeur totale est de 212 mètres. Le forage d'Enquin no 3 (no 87) est effectué en 1860, le terrain houiller et des veinules de charbon sont rencontrés, l'épaisseur des morts terrains est de 160,80 mètres. La profondeur est de 195,70 mètres. Le forage d'Enquin no 4 (no 88) atteint le calcaire à 161 mètres et est abandonné à 162,22 mètres. Le forage d'Enquin no 5 (no 89) rencontre le calcaire à 159 mètres et est arrêté à la profondeur de 165,44 mètres. Le forage de Fléchinelle no 2 (no 413) rencontre du grès dévonien à 128,98 mètres et est abandonné à 130,40 mètres. Le forage d'Enguinegatte no 2 (no 141) est exécuté de 1873 à 1874, mais rencontre le calcaire, tout comme le forage d'Enquin no 6 (no 110).

## Les fosses

### Fosse de Fléchinelle
50° 35′ 08″ N, 2° 18′ 27″ E

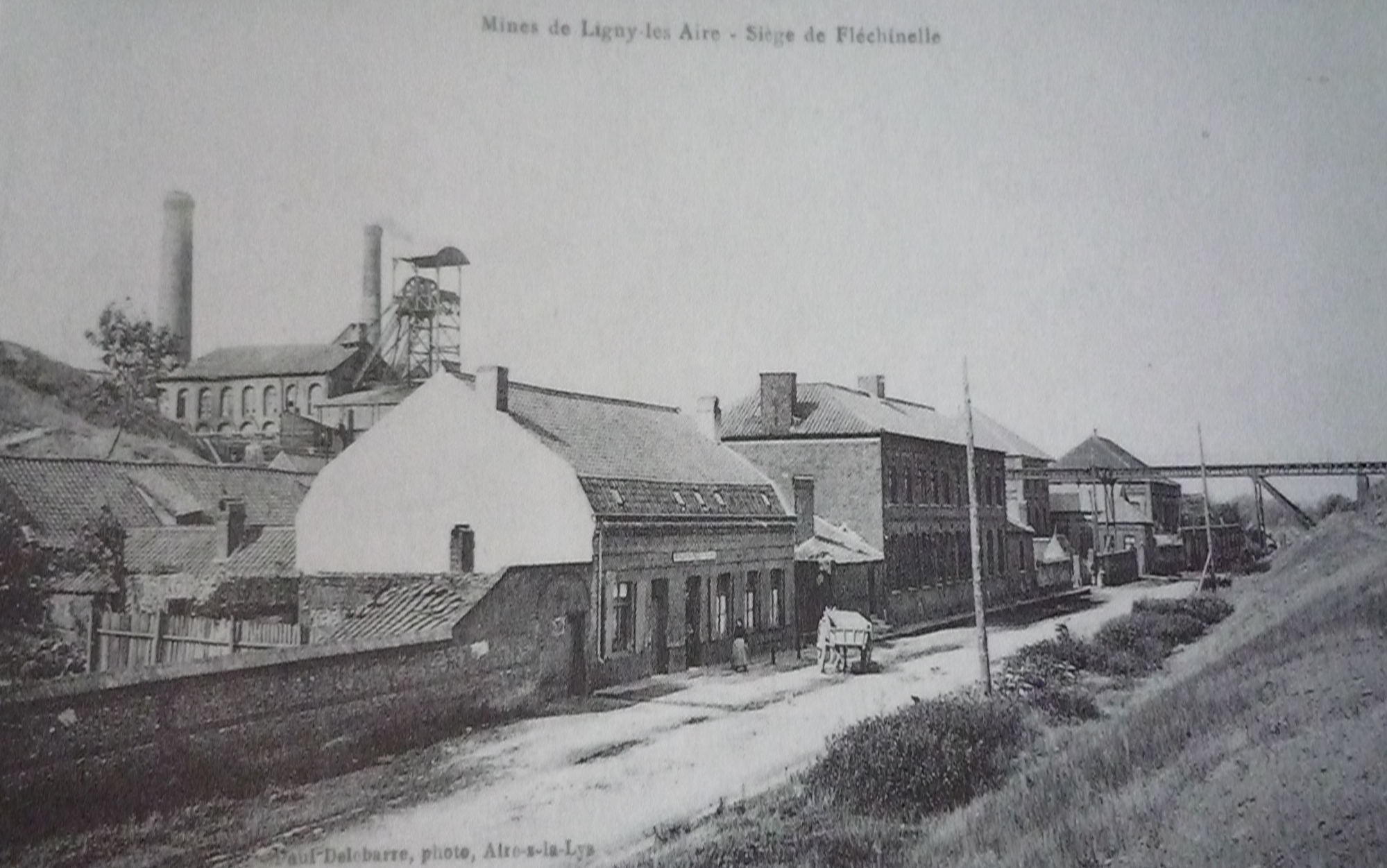
La fosse no 1 - 1 bis vers 1900, après le rachat par Ligny-lès-Aire.

La fosse de Fléchinelle est ouverte dans le hameau du même nom à Enquin-les-Mines à la fin de 1855, le 22 décembre. Fléchinelle était jusqu'en 1822 une commune à part entière, elle a été absorbée par Enquin,. Le niveau est difficile à franchir, il a exigé deux années de travail et d'efforts pour être traversé. La hauteur du cuvelage est de 80 mètres. Le terrain houiller est rencontré à 127,23 mètres en avril 1858. Le cuvelage qui est en orme, à seize pans, a été revêtu, en 1866, d'une chemise en fonte ayant cinquante mètres de hauteur depuis la base dudit cuvelage. Ce revêtement qui a coûté 120 000 francs a réduit le diamètre utile du puits, de quatre mètres à 3,40 mètres. Un enfoncement sous stoc, exécuté à la fin de 1877, a porté la profondeur de la fosse à 365 mètres. La quantité de charbon extrait depuis la mise en exploitation en 1858 jusqu'au 31 décembre 1878, est de 473 772 tonnes. L'exploitation donne du grisou. Les accrochages sont établis aux profondeurs de 140, 180, 230, 280, 320 et 350 mètres.
La Compagnie des mines de Ligny-lès-Aire ajoute fin 1894 le puits no 1 bis (50° 35′ 08″ N, 2° 18′ 30″ E) à 55 mètres à l'est du puits no 1 afin de servir à l’aérage. Son diamètre est de 3,70 mètres, et sa profondeur de 180 mètres. Le niveau a été traversé par le procédé de congélation. Le cuvelage en fonte s'étend sur 77 mètres.
La fosse est arrêtée en 1929 et les puits nos 1 et 1 bis, respectivement profonds de 365 et 180 mètres sont remblayés. Les têtes des puits nos 1 et 1 bis sont matérialisées, ce qui permet leur surveillance par le BRGM. De nombreux bâtiments ont été conservés, comme une remise, une bascule, les écuries et les bureaux. Les terrils nos 244 et 245, respectivement Fléchinelle Ouest et Fléchinelle Est, résultent de l'exploitation de la fosse, mais ont surtout pris du volume lorsque la fosse faisait partie de la Compagnie des mines de Ligny-lès-Aire.

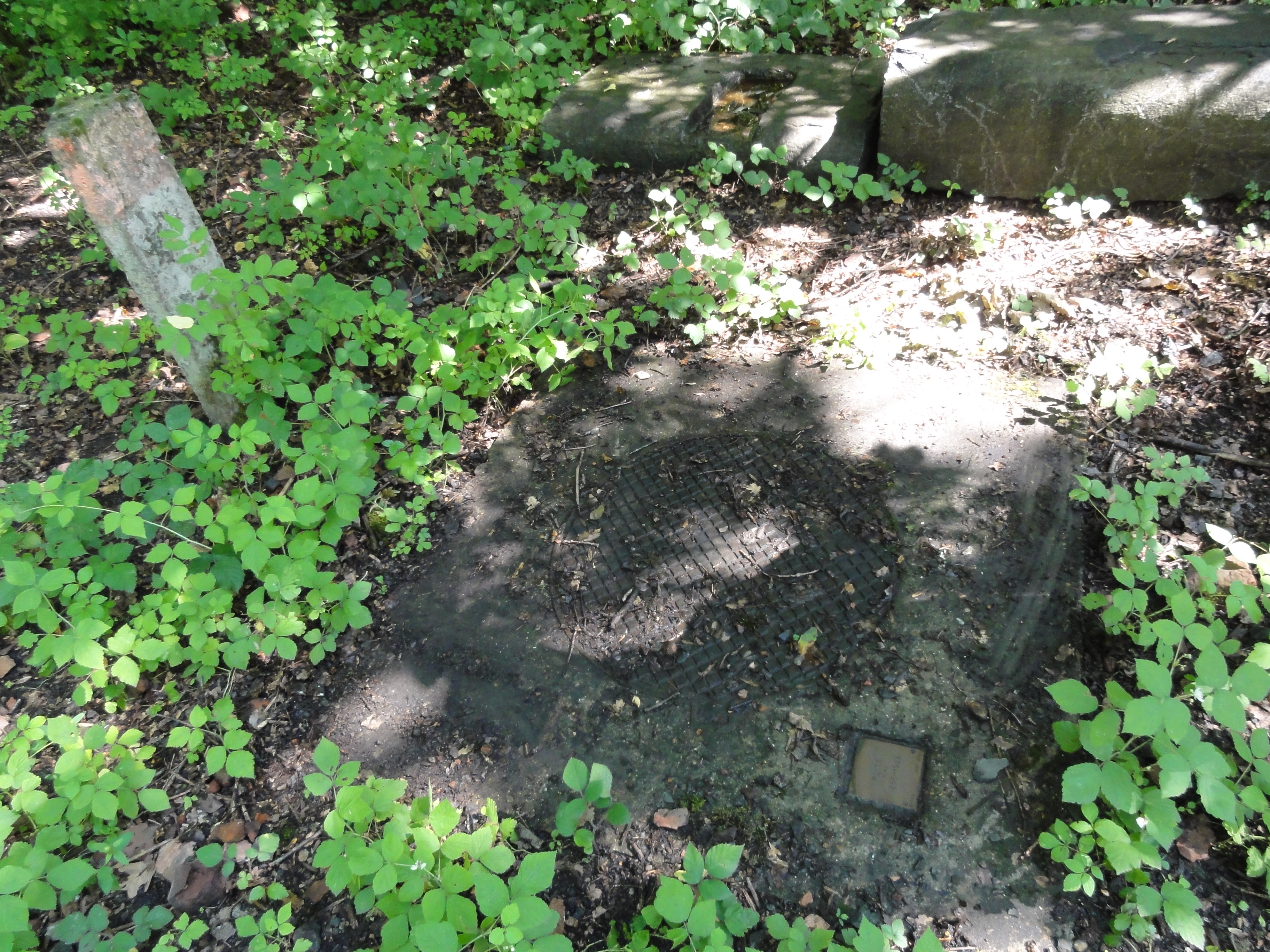
Le puits no 1.
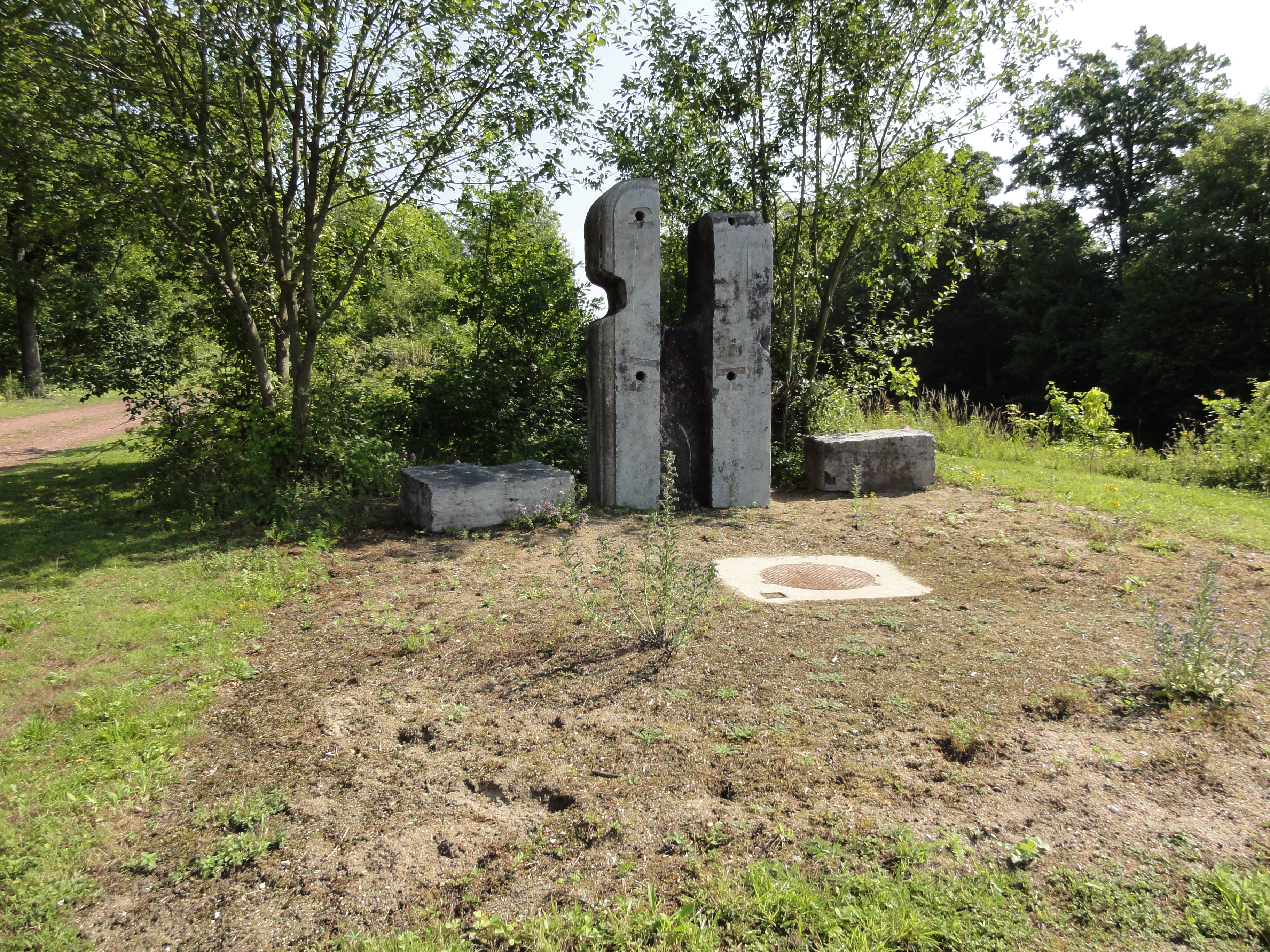
Le puits no 1 bis.
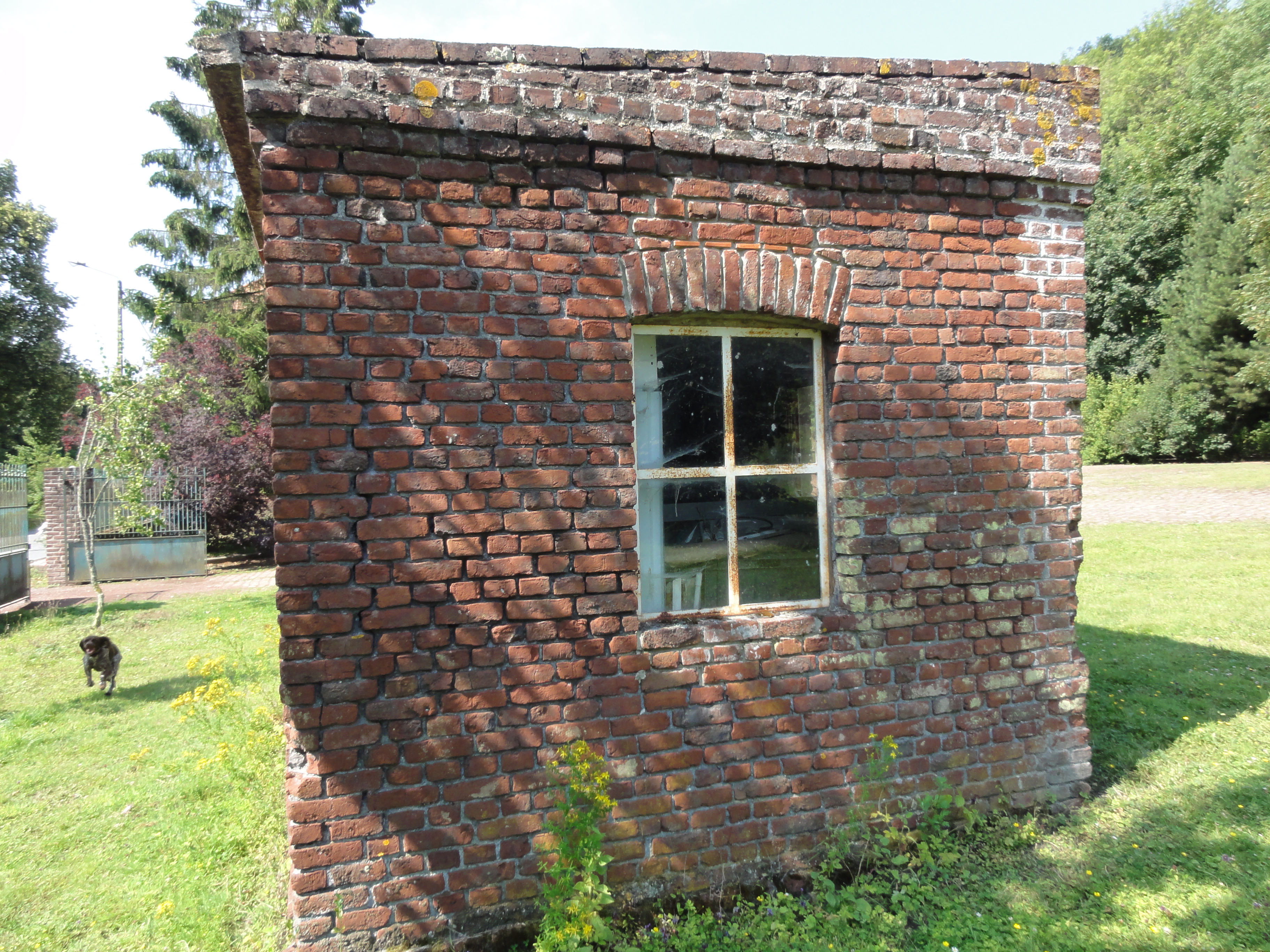
Une remise.
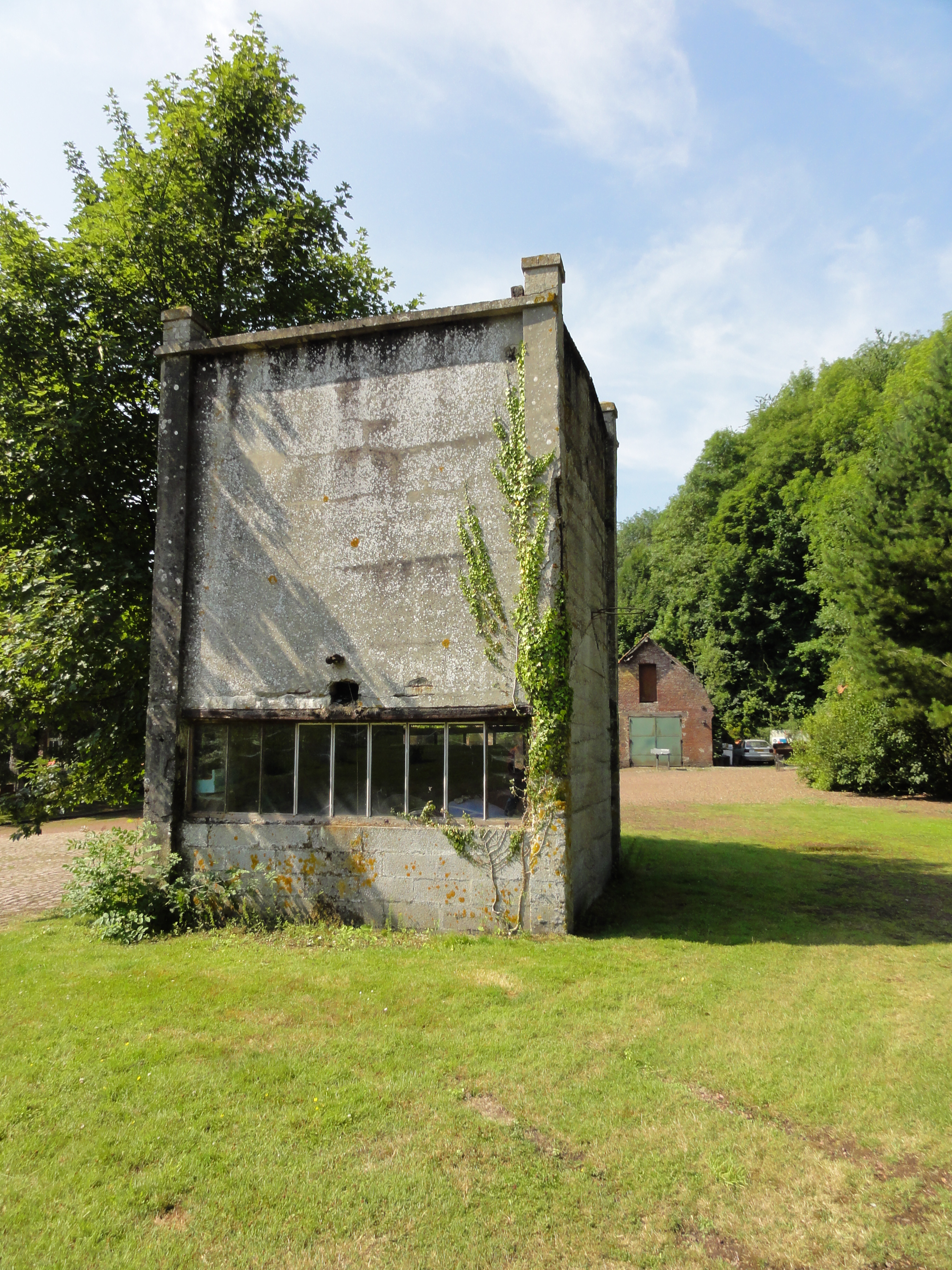
La bascule.
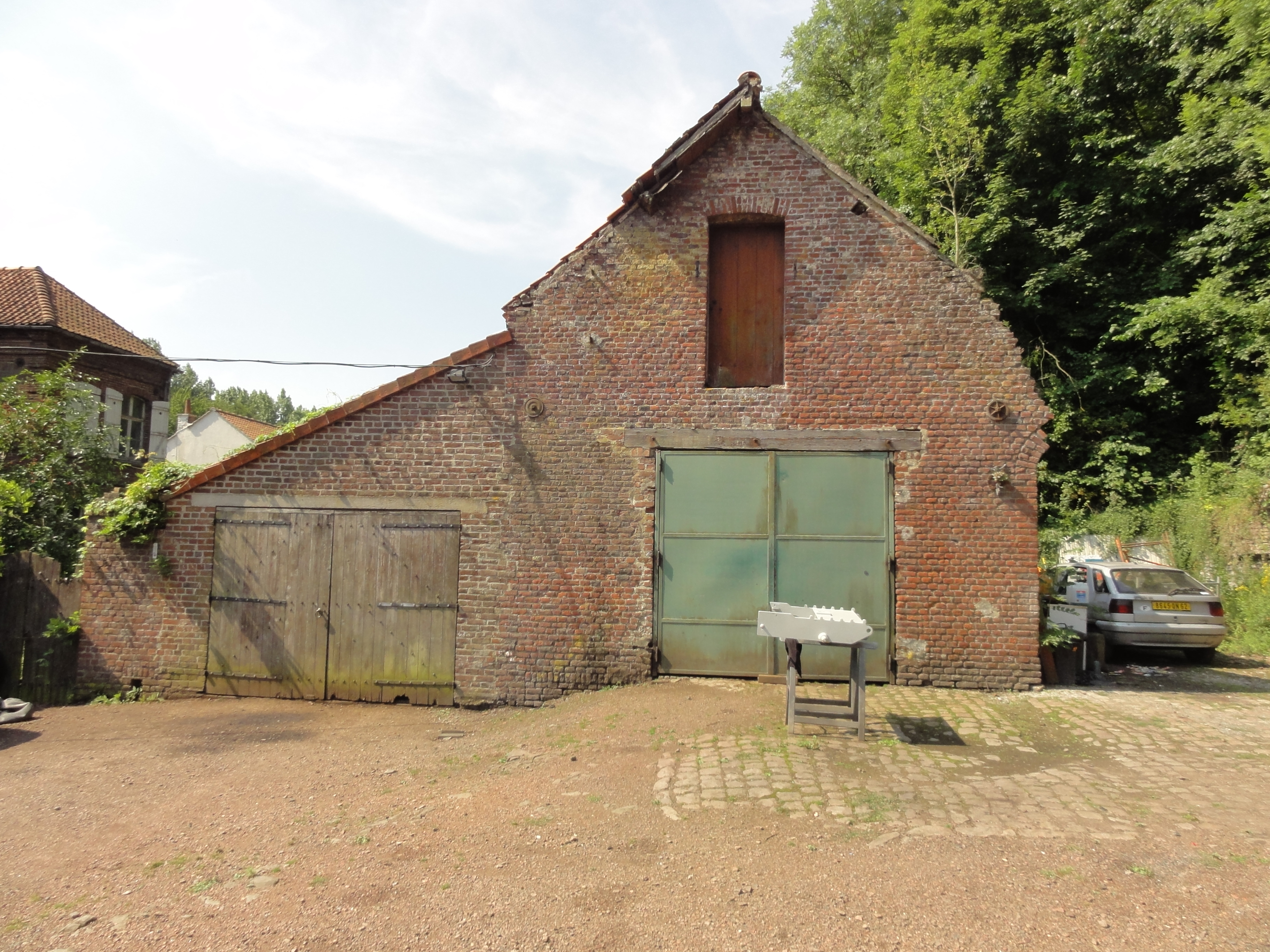
Les écuries.
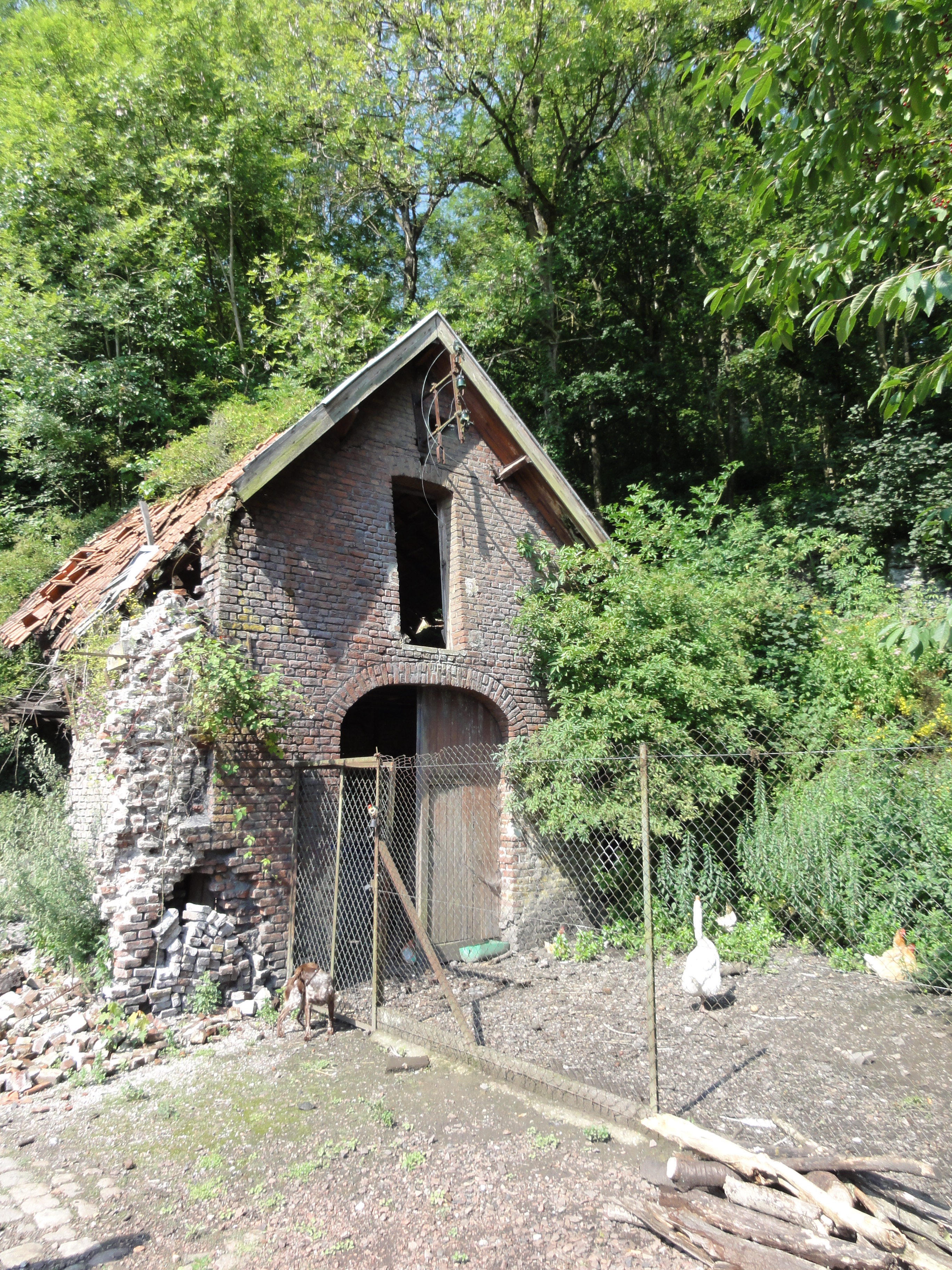
Les écuries.
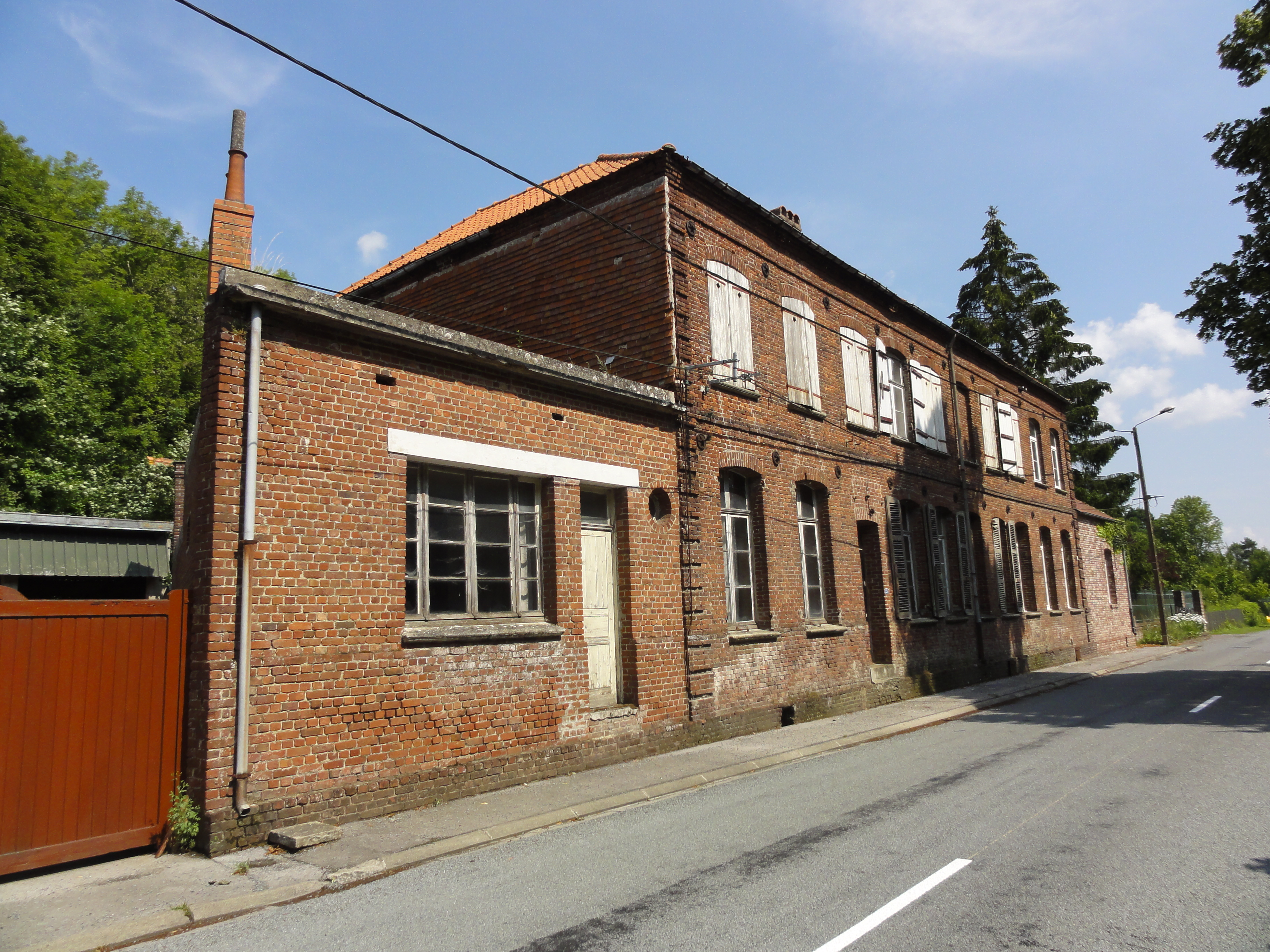
Les bureaux.
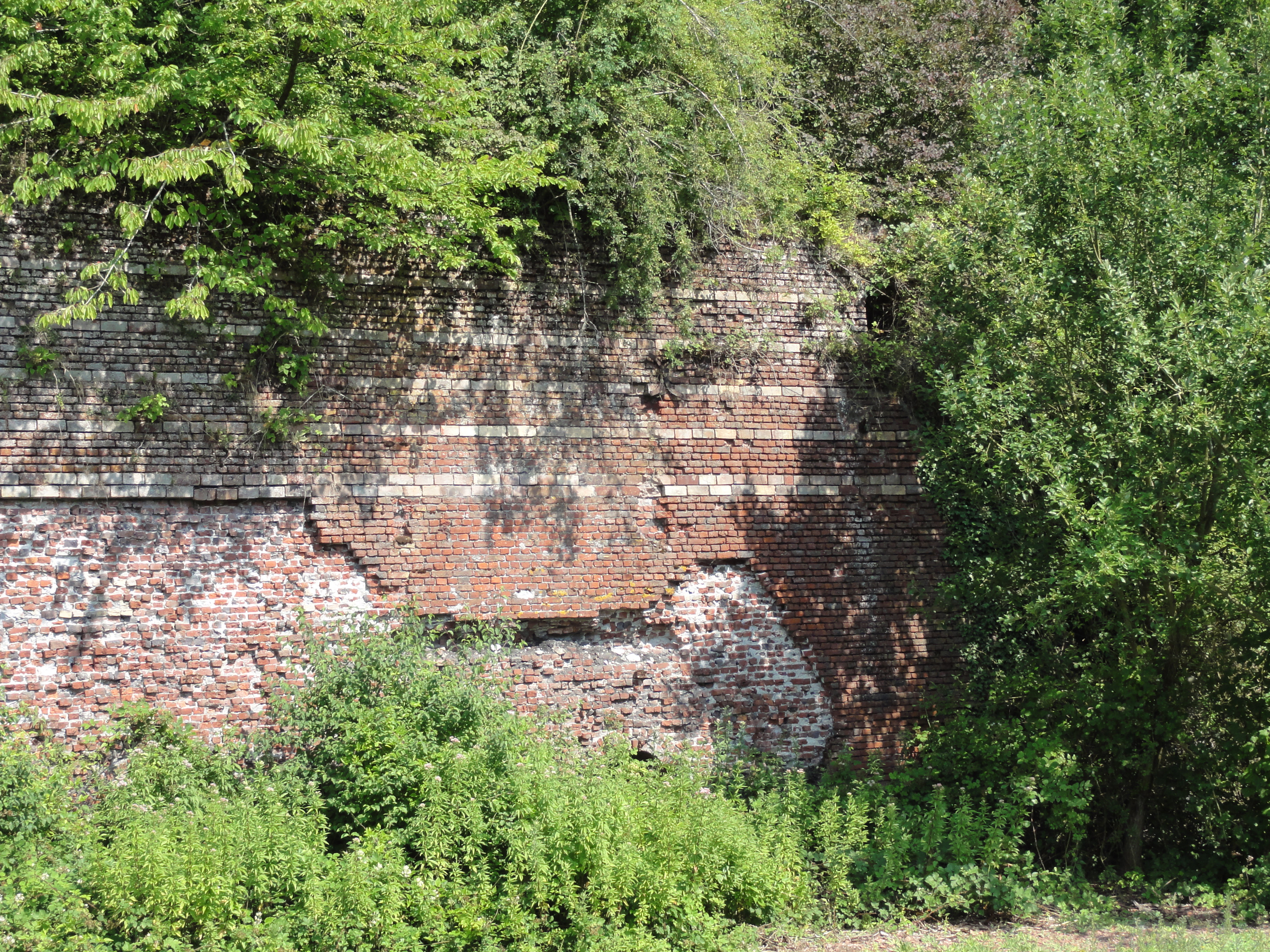
Un pan de mur, entre le puits no 1 et le triage.

### Avaleresse de La Morinie
Le puits de la Morinie est foncée à partir de 1861 par la Société de la Morinie. Le puits est creusé au diamètre utile de quatre mètres et maçonné et cuvelé jusqu'à la tête du niveau. Il est abandonné à l'état d'avaleresse à la publication du décret d'extension de la concession de Fléchinelle. Il est alors pourvu de divers bâtiments d'exploitation, d'une machine d'extraction et d'un générateur. La fosse est également nommée fosse Pauchet. La tête de puits n'est pas matérialisée, le puits n'est pas sous la surveillance du BRGM.

### Autre puits
Un autre puits est creusé jusqu'au niveau, boisé simplement, puis abandonné par la Société de la Morinie, un éboulement s'étant produit, l'administration des mines a obligé le propriétaire du terrain à combler l'excavation. La tête de puits n'est pas matérialisée, le puits n'est pas sous la surveillance du BRGM.